# 아베 신조 피살 사건
아베 신조 피살 사건(安倍晋三被殺事件)은 2022년 7월 8일 일본의 전 내각총리대신이자 현직 중의원인 아베 신조가 제26회 일본 참의원 의원 통상선거를 이틀 앞두고 나라현에서 선거 유세 중 피의자인 41세 일본인 야마가미 데쓰야의 급조총기에 의한 총격을 받아 사망한 사건이다. 당시 아베는 자유민주당의 사토 게이의 지원 유세 활동을 하고 있었다.
아베가 연설을 하던 도중 야마가미 데쓰야가 아베의 뒤에서 첫 발을 쏘았고, 첫 발이 빗나가자 곧이어 두번째 총격을 하여 아베에 명중했다. 아베는 목과 가슴 부분에 총알을 맞고 그 자리에서 쓰러졌다. 총알을 맞은 당시에는 의식이 있었던 것으로 전해졌으나 나라현립의과대학 부속병원으로 이송 중 의식 불명 상태가 되었다.
8일 오전 시점으로 심폐 정지 상태라는 보도가 나왔다. 대부분의 일본 언론에서는 의사의 사망 선고가 있기 전까지 심폐 정지라는 표현을 사용하였으나, 일부 언론은 '사실상 사망'이라는 표현을 사용하였다.
같은 날 17시 47분 경, 집권 여당인 자유민주당 측에서 아베 신조가 총상에 의한 과다 출혈로 사망하였음을 공식적으로 발표하였다. 공식 사망 시간은 17시 3분이었다.

## 배경

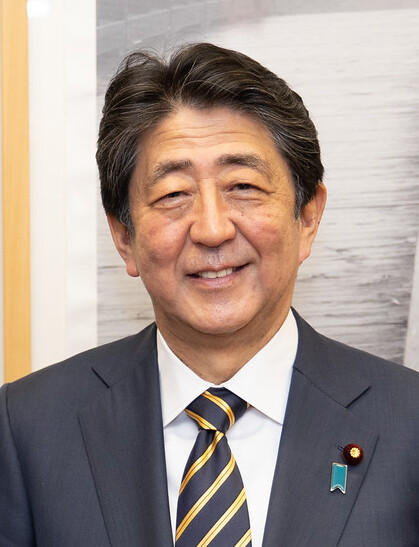
2022년 3월 아베

아베 신조는 2006년부터 2007년까지 일본의 내각총리대신를 지냈고 2013년부터 2020년까지 지냈으며 건강 문제로 사임했다. 그는 일본의 전후 역사상 가장 오래 재임한 총리였다.

### 아베 일가와 통일교와의 관계
아베 신조와 그의 아버지 아베 신타로와 그의 외할아버지 기시 노부스케는 통일교와 오랜 관계를 맺어왔다. 통일교는 1954년 한국의 문선명이 설립한 신흥 종교다. 문선명은 자칭 메시아이자 열렬한 반공주의자였으며, 또한 통일그룹이라고 불리는 광대한 사업을 했다.
기시의 전후 정치적 의제는 제2차 세계 대전 말에 파시스트 전범으로 투옥되었던 사사카와 료이치와 긴밀히 협력하도록 이끌었다. 문선명의 고문으로서 사사카와는 1963년 일본에서 통일교 설립을 도왔고, 일본의 보수 정치인과 친밀한 관계를 구축할 교회의 정치 세력인 국제승공연합의 후원자이자 회장의 역할을 맡았다. 이런 식으로 사사카와와 기시는 현대 일본에서 가장 널리 불신하는 그룹 중 하나가 될 그룹을 보호했다.
통일교와 공공연하게 정치적인 국제승공연합을 포함한 문선명의 조직은 사사카와 료이치와 고다마 요시오의 재정 지원을 받았다.
통일교에 여전히 수천 명의 추종자가 있을 때, 그 본부는 도쿄 시부야 난페이다이초에 있는, 한때 기시가 소유했던 땅에 있었고 통일교 관리들은 인접한 기시 저택을 자주 방문했다. 1970년대 초반까지 통일교 회원들은 자유민주당(자민당)에 의해 무보수 캠페인 워커로 이용되고 있었다. 자민당 정치인들도 종교와 소속 여부에 상관없이 대한민국에 있는 통일교 본부를 방문하여 문선명의 신학 강의를 받아야 했다. 그 대가로 일본 당국은 종종 사기적이고 공격적인 관행에 대한 법적 처벌로부터 통일교를 보호했다. 그 후, 통일교는 일본에서 많은 영향력을 얻었고, 미국 진출과 이후의 정착을 위한 토대를 마련했다.
이러한 관계는 1974년 문선명이 데이코쿠 호텔에서 개최한 만찬에 참석한 기시의 사위인 아베 신타로 전 외무대신에게 이어졌다. 미국 하원의 1978년 프레이저 보고서는 대한민국 중앙정보부장 김종필이 박정희 대통령의 군사 독재를 대신해 정치적 도구로서 교회를 세웠다고 주장했다.
2006년, 그의 첫번째 총리 집권 동안 아베와 여러 장관들은 교회와 연관된 비정부 기구인 천주평화연합에 축전을 보냈다. 사건 10달 전 2021년 9월에 아베는 미국 전 대통령 도널드 트럼프와 다른 외국 고위 인사들이 참석한 천주평화연합 집회에서 5분동안 연설 방송을 했다.

### 일본에서 통일교의 정치 영향력
일본 정부는 1964년에 통일교를 종교 단체로 인증했다. 문화청은 통일교를 기독교 단체로 분류한다. 전 공안조사청 제2정보과장 스가누마 미츠히로에 따르면, 정부가 헌법에 보장된 종교의 자유 때문에 통일교의 반사회적 행동을 막을 수 없었기 때문이다.
역사학자들에 따르면 일본은 통일교의 부의 70%를 제공한다. 통일교는 운세 사기라고 불리는 펀딩을 했다. 스티브 하산(Steve Hassan) 전 통일교 회원은 문을 두드리며 "죽은 사랑하는 사람이 우리와 소통하고 있으니 사랑하는 사람을 하늘로 올려보내기 위해서 은행에 가서 통일교에 돈을 보내주세요."라고 말하고 기회를 노려 영혼 판매를 한다고 한다.
1987년, 변호사 300명이 통일교에게 비싼 돈을 지불한 사람을 돕기 위해 전국영감상법대책변호사연락회(全国霊感商法対策弁護士連絡会)를 세웠다. 협회의 변호사들의 1987년과 2021년 사이의 통계에 따르면 그 협회와 지방자치단체 소비자센터에는 교회가 사람들에게 불합리하게 받은 돈이 1237억엔이라고 주장한다.

## 전개

### 아베의 일정
아베는 다가오는 선거를 위해 2022년 7월 8일 마쓰야마 산시로 후보의 지원유세를 하려다가 마쓰야마의  부정부패가 발각되어 나라현에서 사토 게이 후보를 지원하는 것으로 변경되었다. 자민당 나라현당은 이 행사를 알리지 않으려 했지만 NHK에  보도되어 트위터에 알려졌다.
6월 8일 11시 10분, 사토는 나라현 야마토사이다이지역 근처에서 연설을 시작하고 11시 30분경에 아베의 연설이 시작되었다.

### 암살

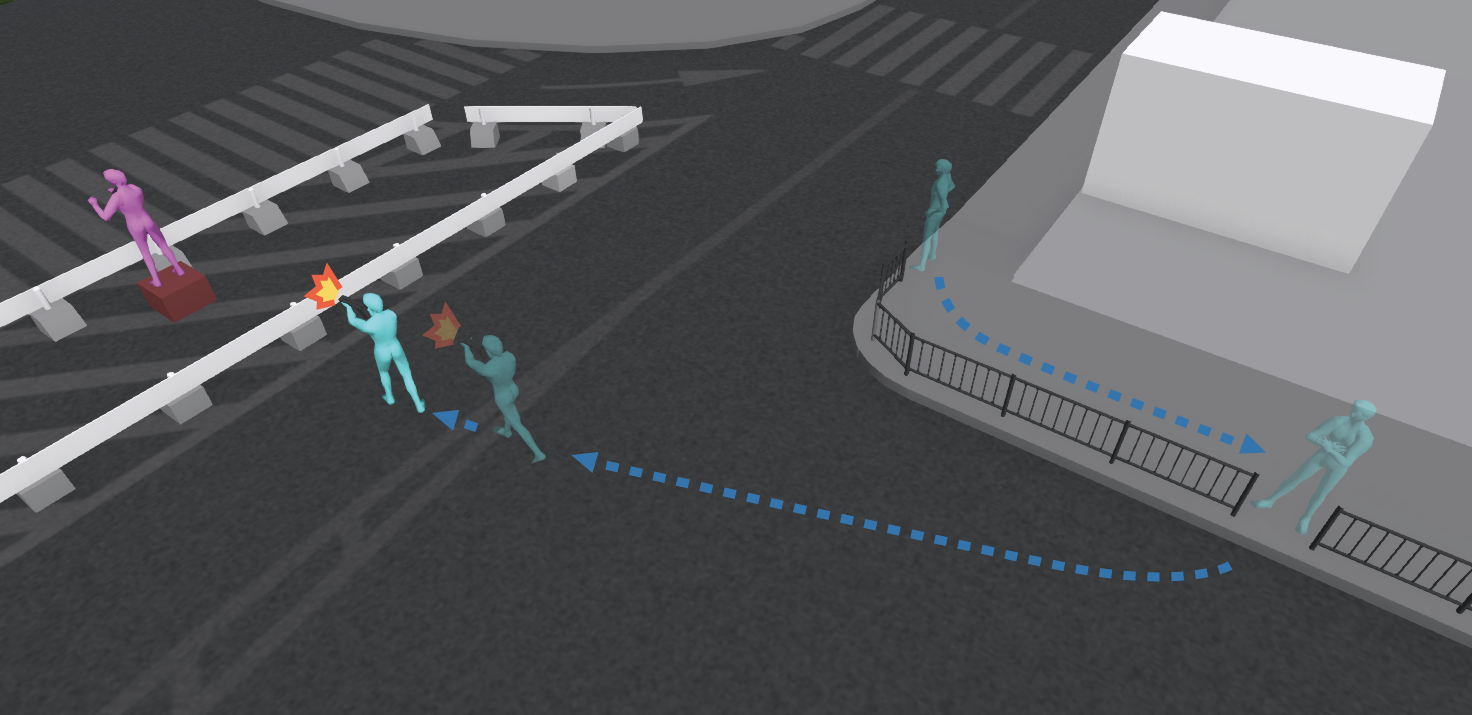
당시 아베의 위치(purple)와 쏜 사람의 위치(blue). 아베의 경호원과 주변 사람들은 표현하지 않았다.

아베가 연설하는 동안, 피의자인 야마가미 데쓰야는 경호원이 있는데도 불구하고 수미터 이내로 접근했다. 11시 30분경에, 아베는 "그는 안 되는 이유를 생각한 적은…(彼はできない理由を考えるのではなく…)"이라는 말을 마지막으로 뒤에서 사제총으로 총격을 당했다. 첫 발은 빗나갔고 아베가 뒤돌아보자, 두 번째 총알이 날아와 아베의 목과 가슴 부위에 명중했다. 그러고 나서 아베는 앞으로 몇 발자국 걸어가다가 무릎을 꿇고 쓰러졌다. 야마가미 데쓰야는 큰 저항없이 아베의 경호원들에 의해 현장에서 체포되고 총기도 압수된 후 구금되었다.
경찰은 NHK에 아베가 맞은 직후에는 의식이 있었다고 밝혔다. 현장에 도착한 한 의사는 아베 총리가 의식이 있었다는 징후는 없었다고 말했다. 얼마 지나지 않아 닥터헬기로 지역 병원에 이송되었다. 나라현립의과대학 부속병원에 그는 생명반응이 없는 것으로 알려졌다. 오후 2시 45분, 기시다 후미오 총리는 아베가 위독한 상태이며 의사들이 할 수 있는 모든 것을 하고 있다고 말했다.
의사들의 노력에도 불구하고 아베는 총상을 입은 지 5시간 반만인 오후 5시 3분에 병원에서 67세의 나이로 사망선고를 받았다. 나라현립의과대학 의사 후쿠시마 히데타다는 100번이 넘는 수혈에도 불구하고 아베의 사망 원인은 출혈이라고 한다. 경찰의 부검 결과 빗장뼈 아래의 동맥이 총탄으로 인해 손상되어 출혈로 사망했다고 한다.

### 방문

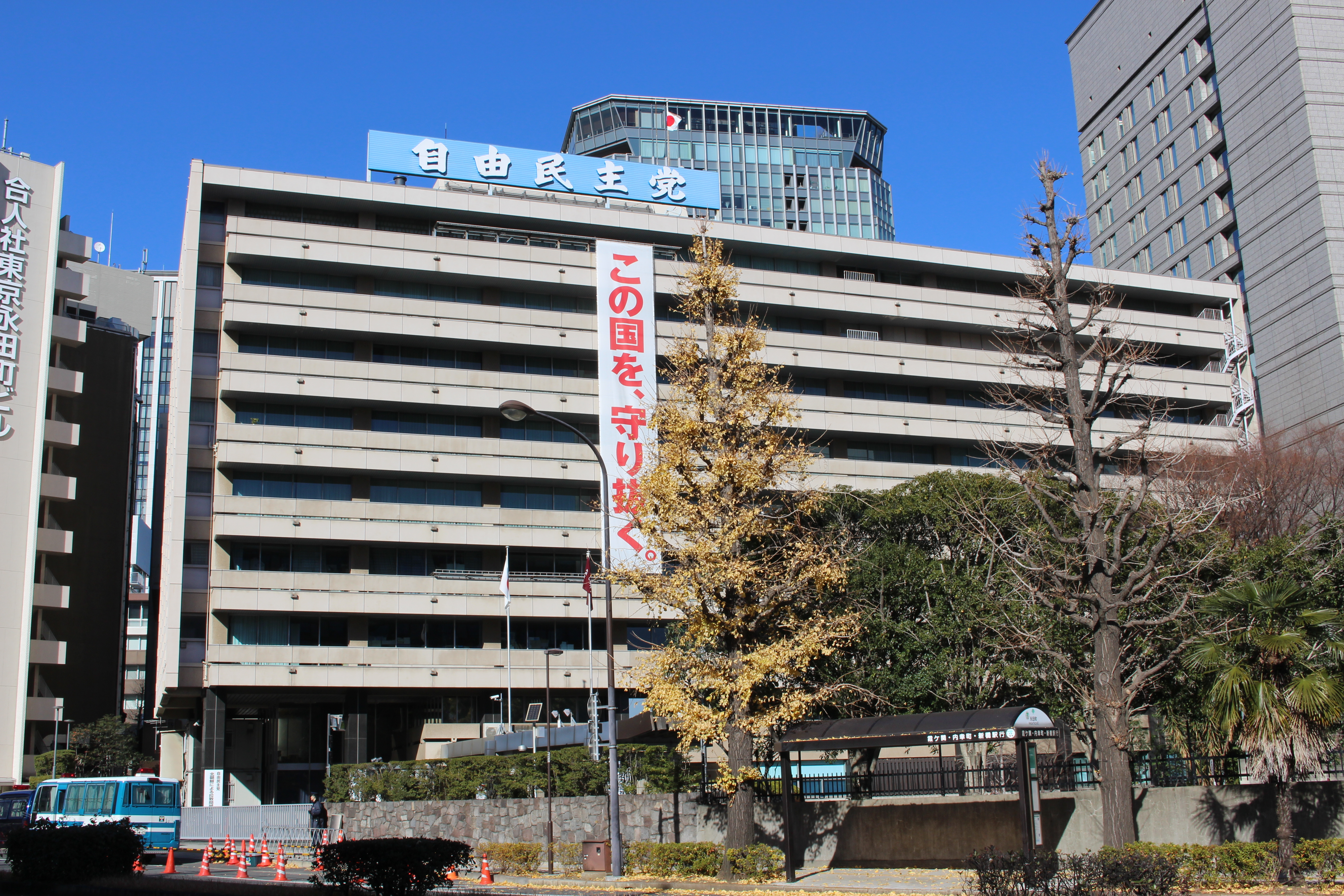
자유민주당 당사

아베가 총격당한 날 오후 9시, 스가 요시히데 전 총리는 병원에 방문했다. 얼마 후 마쓰노 히로카즈 내각관방장관도 병원에 방문했다.
아베의 시신은 사법 부검의 대상이 되어 7월 9일 오전 5시 55분에 그의 미망인과 함께 병원을 떠났다. 이나다 도모미 전 방위대신을 포함해 옛 지인들을 태운 차량 5대가 도쿄 자택으로 전 총리의 시신을 운반하는 차량 행렬에 참여했다. 오후 1시 35분에 동행자들은 아베의 도쿄 자택에 도착했다. 도책했을 때는 다카이치 사나에 자민당 정책 연구회 회장, 후쿠다 다쓰오 자민당 총평의회 의장, 히에다 히사시 후지산케이 그룹 회장 그리고 아베의 친구들이 도착해있었다. 그 후에 기시다는 전 총리 모리 요시로, 고이즈미 준이치로, 호소다 히로유키(중의원 대변인), 산토 아키코(참의원 의장), 니카이 도시히로(전 자민당 총무회장) 등이 방문했다. 하기우다 고이치(아베의 측근이자 경제산업대신), 사이토 데쓰오(공명당의 정치인이자 국토교통대신), 고이케 유리코(도쿄도지사) 또한 조문을 위해 방문했다.

### 장례
7월 11일 오후, 아베의 관은 도쿄 미나토구의 시바공원에 있는 몇몇 정이대장군이 안장되어있는 조조지 절로 옮겨졌다. 아베의 행사는 오후 6시에 시작되었다. 자민당에 따르면 2,500명이 넘는 사람들이 참석했다.
아베의 장례식은 다음날 조조지에서 거행됐다. 일본 정토종 전통 의 승려에 의해 치러진 장례식 은 아베의 가족과 자민당의 다른 사람들로 제한되었다. 장례식이 끝난 후, 아베의 관은 인도에서 행렬을 지켜보는 많은 인파와 함께 나가타초 지역을 통과했다. 관은 자민당 청사, 국회의사당, 총리 관저에서 돌았고, 사적 화장을 위해 시나가와구에 있는 기리가야 장례식장으로 옮겨졌다. 장례식에서 아베는 정치적 무대에서 그의 삶을 반영한 법명을 받았다. 장례와 전통적인 49일의 애도 기간이 끝난 후 얼마 동안 송별식이 계획되었다. 위치는 야마구치현 제4구 내 및 도쿄로 예정되었다.
일본 내각은 공식적으로 9월 27일 일본무도관에서 국장을 치르기로 결정했다.

## 피의자
일본 경찰은 현장에서 41세의 전직 해상자위대원 출신 야마가미 데쓰야(山上徹也)를 살인미수 혐의로 체포했다. 전과는 없었다. 이후 아베가 사망함에 따라 살인미수가 아닌 살인 혐의를 받고 있다.
야마가미는 살인 동기에 대해 "어떤 종교 단체와 아베 씨가 가깝다고 생각했다. 그 종교 단체에 원한이 있었다."라고 진술했다. 일본 시사주간지인 슈칸겐다이는 이 종교가 통일교라고 보도했다. 통일교 관계자 또한 야마가미의 어머니가 지금은 아니지만 한때 통일교 신자였다고 설명했다.
일본 경찰은 기자회견에서 용의자의 자택 수사 결과 흉기로 사용된 총과 유사한 수제 무기를 발견해 압수했다고 밝혔다. 그리고 자택의 컴퓨터에는 무기 제조에 관한 사이트를 열람했던 이력이 남아있었다.

### 사생활
미에현에서, 야마가미는 지역 건설업을 하던 부유한 부모 사이에서 태어났다. 고교 시절에 조용하고 내성적이었다고 묘사되었다. 그는 졸업 앨범에 자신이 앞으로 무엇을 하고 싶은지에 대해 "단서가 없었다"고 썼다. 야마가미는 가족의 재정 문제로 대학을 중퇴했다. 야마가미의 37세 아버지는 야마가미가 4살이던 1984년 12월 31일 자신의 집 근처 아파트에서 투신해 자살했다.
야마가미는 2002년 8월에 일본 해상자위대(JMSDF)에 합류했다. 그는 구레 기지에 배치 되어 구축함 JS  마쓰유키에 배치되었다. 그는 2005년 8월 해상자위대에서 함선 포술병으로 제대했다. 전역시 계급은 해사장이다.
2020년 10월 야마가미는 간사이 지방에서 운영되는 제조업체의 교토부에서 지게차 작업자로 일하기 시작했다. 그곳에서 그는 조용하다고 묘사되었다. 그는 2022년 5월 "몸이 안 좋다"며 그만뒀다. 야마가미는 체포 당시 실직 상태였다.

### 동기
야마가미는 수사관들에게 그의 동기가 정치적이기보다는 개인적인 것이라고 말했다. 1991년에서 1998년 사이에 통일교에 입교한 후, 그의 어머니는 교회에 약 1억 엔, 아버지로부터 상속받은 가지고 있던 땅 한 구획과 세 자녀와 함께 살았던 집을 주었다. 이후 2002년에 파산을 선언했다. 파산 후에도 계속해서 교회에 헌금을 했다. 한 남성 친척은 나중에 야마가미와 그의 형제들이 집에 음식이 없다고 불평하기 위해 연락을 취했고 친척이 식사와 생활비를 배달하게 되었다고 회상했다.
야마가미의 삼촌은 2005년에 자신의 형제자매에게 생명보험 혜택을 주기 위해 자살을 시도했다고 말했다. 오랫동안 암 투병 을 해온 야마가미의 형은 치료를 받을 여력이 없었다. 그는 2015년에 자살로 사망했다. 그의 삼촌에 따르면 이 비극은 야마가미에게 큰 영향을 미쳤다.
야마가미는 가족의 재정 문제에 대해 통일교를 비난하고 그룹에 대해 원한을 품었다. 공격이 있기 몇 달 전에 교회와 아베 간의 관계를 조사한 그는 전 총리가 일본에 교회의 영향력을 퍼뜨렸다고 믿었다.
사건 전날인 7월 7일 기자 요네모토 카즈히로에게 보낸 편지에서 야마가미는 자신을 요네모토의 블로그 게시물에 정기적으로 댓글을 달고 있는 "まだ足りない"('아직 부족해'라는 뜻)라고 소개했다. 그리고 그가 "총을 얻으려고 [많은 시간을] 보냈다"고 강조했다. 요네모토 카즈히로는 종교적 컬트 교도들의 자녀들이 겪는 문제를 보고하는 블로그의 편집자다. 오카야마에서 보낸 편지 인데 보낸 사람의 이름이 언급되지 않았다. 그러나 야마가미 일가와 통일교 사이의 '상호합의서'가 동봉되었다. 통일교가 5000만엔의 상환을 주선한 합의서에 야마가미 데쓰야의 이름과 주소가 자필로 적혀 있었다. 요네모토는 암살 닷새 후인 7월 13일 자택 우편함에서 편지를 발견했다. 야마가미의 컴퓨터에서 편지 초안이 발견되었다.
야마가미는 편지에서 "통일교와의 인연은 약 30년 전으로 거슬러 올라간다" 고 적었다. 문선명 가족을 전부 죽이고 싶지만 비현실적이라고 표현했다. 또한 통일교 지도자 한학자나 그녀의 딸을 죽이는 것은 통일교를 해산시키려는 자신의 목표를 달성하지 못할 것이라고 언급했다. 또한 아베 신조는 "원래는 내 적이 아니었지만, 나는 그에 대해 부정적인 의견을 가지고 있었다. 아베는 현실 세계에서 가장 큰 영향력을 행사하는 통일교 동조자 중 하나일 뿐이다"라고 썼다.
이전에 야마가미를 만난 적이 없는 요네모토 카즈히로는 다음과 같이 말했다. "아마도 대화할 상대가 없었고 누군가에게 자신의 감정을 표현하고 싶었던 것 같다. 내가 그가 올린 블로그를 운영하고 있기 때문에 그는 나를 그의 친구라고 생각했을지도 모른다. 나는 신자들의 아이들의 고통을 이해한다. 하지만 그가 그 정도까지 가기 전에 나와 직접 상의했더라면 좋았을 텐데." 요네모토는 처음에 편지를 경찰에 넘기기를 거부했지만 나중에 압수되었다.
야마가미는 자신의 트위터에 "통일교에 관련된 모든 사람을 해방시키기 위해 기꺼이 죽을 것"이라며 "결과적으로 아베 정권에 무슨 일이 일어날지 걱정하지 않는다"고 밝혔다. 야마가미의 트위터 계정 @333_hill은 트위터의 회사 정책에 대한 불특정 위반으로 인해 7월 19일부터 정지되었다.

### 기획
야마가미는 초기 계획은 통일교의 고위 관리를 암살하는 것이었지만 나중에 대신 아베를 목표로 삼기로 결정했다고 말했다. 어머니가 파산할 무렵부터 야마가미는 칼을 들고 통일교 건물을 돌아다니며 한학자를 죽일 기회를 노렸다. 그는 2019년 그녀가 아이치현을 방문했을 때 화염병으로 한학자를 죽이려고 계획 했지만 교회 건물에 들어갈 수 없다는 이유로 포기했다. 야마가미는 조사관에게 처음에는 폭탄을 만드는 것을 고려했고 폭탄을 만들기 위해 압력솥을 구입했다고 말했다. 그러나 폭발할 때 무고한 구경꾼을 불구로 만들거나 죽일 수 있다는 것을 깨닫고 결국 계획을 변경하기로 결정했다. 대신 "목표물에 쉽게 고칠 수 있는" 총을 만들었다. 야마가미는 2021년 9월 UPF에 대한 비디오 연설을 알게 된 후 목표를 아베로 변경하기로 결정했다고 했다. 몇달간 일정 기간에 걸쳐 공격을 계획하면서 전 총리를 여러 곳에서 스토킹하기 시작했다. 암살 전날, 야마가미는 신칸센을 타고 오카야마현에서 열린 자민당 집회에 아베를 죽일 의도로 참석했다. 그는 입장 규약 때문에 역주행을 해야 했다. 아베의 일정이 7월 8일 나라시 방문을 하도록 변경된 후, 야마가미는 아베의 웹사이트를 통해 그의 움직임을 추적했다.
야마가미의 저택은 신오미야역에서 도보로 5분 거리에 있다. 긴테쓰 나라선 서쪽으로 향하는 다음 정거장은 암살이 일어난 야마토사이다이지역이다.
야마가미는 집에서 만든 화약을 말리기 위해 지난해 3월부터 9월까지 아파트를 빌렸다. 그는 나중에 같은 목적으로 2021년 11월부터 2022년 2월까지 나라에서 차고를 임대하여 월 15,000엔의 비용을 지불했다.
야마가미는 2022년 5월 퇴사 후 실직 상태였으며 당시 빚이 60만엔, 예금 통장에 20만엔이 있었다. 그의 원룸 아파트 월세는 3만엔이었다. 그는 대출의 대부분을 집에서 만든 무기를 만드는 장비에 썼다.
수사관들은 야마가미가 곧 현금이 바닥나고 일상적인 지출을 감당할 수 없을 것이라고 의심했고 2022년 7월에 아베 암살을 진행하게 되었다.
야마가미 씨는 지난 7월 7일 통일교와 연계된 시설에서 사제 총을 시험 발사했다고 경찰에 진술했다. 아베 총리의 선거 운동에 참석하고 그를 암살하기 위해 오카야마에 간 날, 나중에 포기했다. 통일교 나라 지부 옆 건물 입구에서 수사관들이 6개의 총알구멍을 발견했다.

### 무기 준비
야마가미는 총격에 사용된 무기를 만들었다고 한다. 경찰은 체포된 후 그의 집을 수색하는 과정에서 그 무기와 유사한 7개의 수제 총기를 발견했으며, 그 중 2개는 완성되지 않았으며 폭발 가능성이 있는 장치도 발견했다. 나중에 증거로 압수되어 인근 주민들이 대피한 후 폭탄 처리 관에 의해 수거되었다.
야마가미는 자신이 즉석에서 만든 총기류를 알루미늄으로 덮인 트레이와 함께 여러 개의 나무 판자에 발사하여 테스트했다고 밝혔다. 경찰은 플라스틱 기반 산탄 총 포탄도 압수했다. 야마가미는 또한 나라현의 산에서 자신의 총기를 테스트했다고 주장했다.
야마가미는 조사관에게 1년 전에 해당 주제에 대한 유튜브 동영상을 보고 총과 폭탄을 만드는 방법을 배웠다고 말했다. 야마가미의 검색 기록에서 폭탄 제조 및 무기 제조에 관한 웹사이트가 발견되었다. 그는 수사관들에게 원래 자신이 폭발물을 사용하여 암살을 수행할 계획이었다고 말했다. 그러나 수사관들이 야마가미의 부모 집에서 입수한 메모에 따르면 야마가미는 "방관자들에게 문제를 일으키는" 것을 원하지 않았고 폭발물이 아베를 죽일 수 없다고 믿었기 때문에 대신 자신의 총을 만들기 시작했다. 총격에 사용된 총은 전류로 화약을 점화하는 배터리에 의해 폭발되었다.

## 여파

### 선거에 미치는 영향

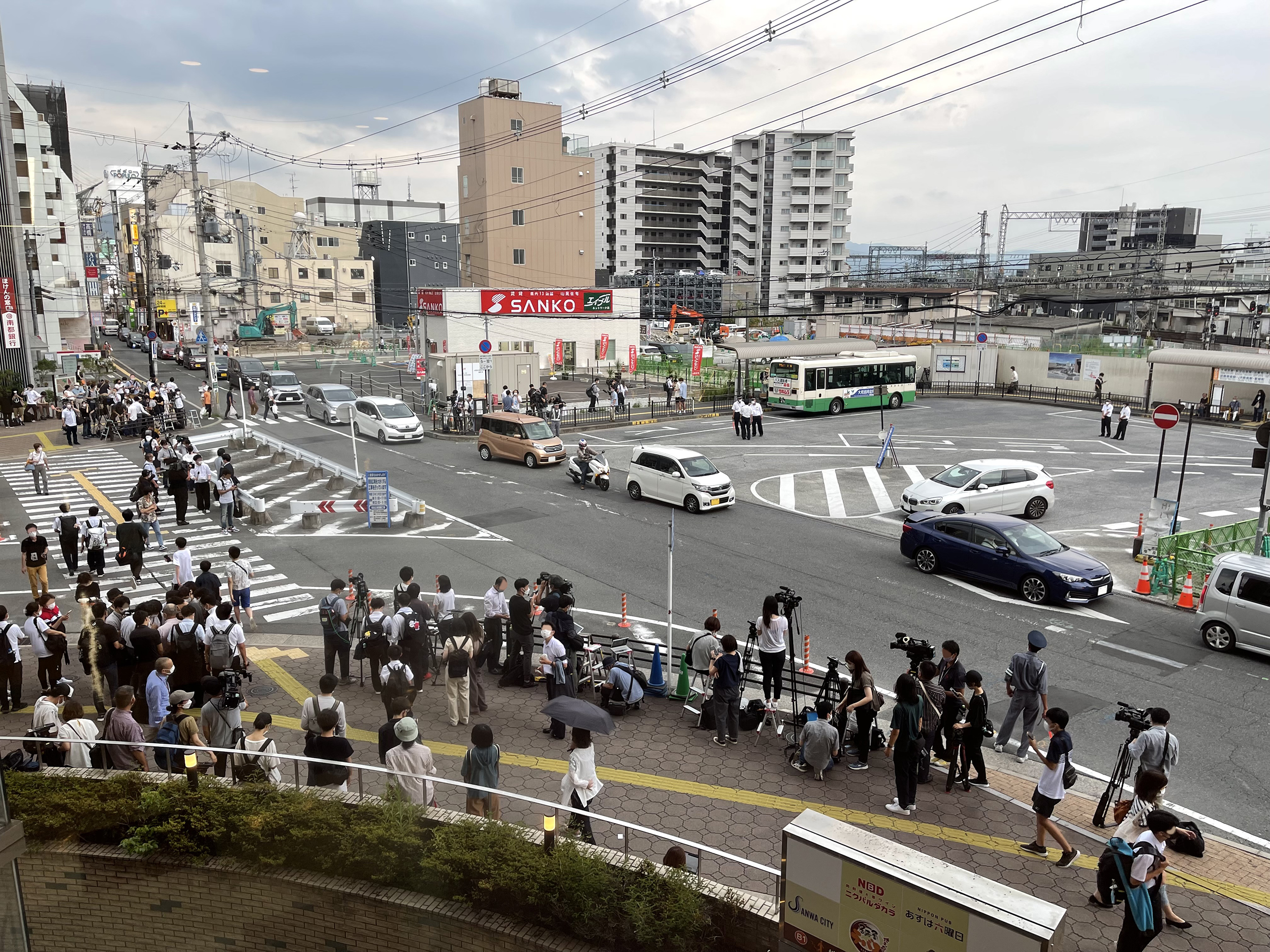
총격 후 몇 시간 후인 2022년 7월 8일 야마토사이다이지역의 교차로

오전 11시 45분, 일본 정부는 총리대신 관저에 위기관리센터를 설치했다. 야마가타현 사가에시에 있던 기시다는 일정을 중단하고 오후 2시 29분에 도쿄에 돌아왔다.  일본 내각관방장관 마쓰노 히로카즈에 따르면 외무대신 하야시 요시마사를 제외한 기시다 내각의 모든 각료들은 일정을 취소하게 했다. 기시다는 고위 정치인들의 경호를 최상위 등급으로 지시했다. 시큐리티 폴리스는 예방 조치로 교토에 도착한 아베의 미망인인 아베 아키에를 보호하기 위해 배치되었다.
대부분의 정치 지도자들은 7월 8일의 남아있는 일정을 취소했다. 선거 운동은 다음날인 7월 9일에 재개되었으며 주요 정당 지도자들은 폭력이 민주적 절차를 방해하는 것을 허용하지 않겠다고 맹세했다. 이후 7월 10일 선거에서 자민당은 참의원 의석을 압도적으로 차지했다.

### 미디어 방송에 미치는 영향
NHK 종합 텔레비전과 일본의 5대 민영 텔레비전 방송사 중 4곳은 일부 라디오 방송국과 마찬가지로, 그날 남은 시간 동안 생방송 뉴스 방송을 위해 예정되었던 모든 프로그램을 취소하거나 연기했다. 그 영향으로 애니메이션 《텟펜!!!》의 2화가 대통령 암살 미수에 대한 에피소드라서 완전히 취소되었다. 해당 에피소드는 9월 10일에 방영되었다.

### 통일교의 대응
통일교는 7월 11일 기자회견에서 다나카 도미히로 도쿄지부장을 통해 암살 사건과 거리를 두고 야마가미 어머니가 사건에 연루됐음을 확인했다. 다나카는 "죄송하고 진심 어린"애도를 표했다. 그는 야마가미가 통일교 회원이 아니었지만 그의 어머니가 1998년에 가입했고 2009년에 일시적으로 사라졌으며 지난 반년 동안 매달 교회 행사에 참여했다는 것을 확인했다. 다나카는 어머니가 2002년경에 파산했으며 그러한 헌금 요청 기록이 없다고 말했다. 그는 이것이 통일교에 대한 반감이 살인으로 이어질 수 있는 미스터리이며, 통일교는 요청이 있을 경우 경찰과 협력해 동기를 밝힐 것이라고 말했다. 다나카는 또한 전 총리가 등록된 회원이나 고문이 아닌 "우호적 단체"인 UPF를 위해서만 연설을 했다고 말하면서 조직과 아베 사이의 긴밀한 유대 관계를 경시했다.
7월 14일, 통일교는 암살 전 피의자의 어머니가 2004년부터 2015년까지 헌금한 5천만 엔을 환불하기로 합의했으며, 환불 이후 어머니가 새로 헌금한 기록은 더 이상 없다고 주장하는 성명을 발표했다. 한편 , 피의자의 친인척에 따르면 환급된 5천만 엔은 다시 통일교에 헌금되었다.
2022년 7월 19일 서울에서 열린 기자회견에서 통일교의 저명한 지도자인 곽정환은 사과하고 아베의 죽음에 대한 책임이 조직에 있다고 밝혔다. 가해자의 동기가 (통일교에서의) 헌금에 대한 원한과 연관되어 있다고 들었다며 진심으로 사과드린다고 말했다. 곽정환은 문선명은 아베의 아버지, 할아버지와 가까운 관계를 누렸다고 말하며, "일본으로부터의 헌금이 전세계에서 문선명의 활동에 크게 기여했다"라고 진술했다. 곽정환은 자신이 통일교 일본지부를 개혁하고 영성판매 관행을 종식시키려 했으나 유정옥 등 지도자들이 이에 저항하고 관행이 지속되도록 허용했다고 주장했다. 반면 한국지부 관계자와 일본지부는 곽정환의 주장을 부인했다.
통일교는 암살과 관련된 부정적인 언론 보도로 인해 추종자들에 대한 증오심 표현과 살해 위협이 발생했다고 주장했다. 통일교 시부야 사무실에서 일하는 한 여성에 따르면 그녀는 매일 2~3통의 트롤링 편지를 받았는데, 그중 일부에는 집 쓰레기와 심지어 교체용 면도기도 포함되어 있었다. 2022년 8월 18일, 통일교는 서울에서 일본 언론에 반대하는 집회를 조직했다. 통일교의 대규모 결혼식을 통해 한국 남성과 결혼한 일본 여성의 상당 부분을 포함하는 약 3천 명의 추종자들이 이번 시위에 참여하기 위해 가평군 시설에서 이송되었다. 모든 참가자는 통일교 직원의 고의적인 개입으로 현장에서 일본 언론과의 인터뷰를 거부했다. 8월 21일, 통일교는 일본 사이트에 조직의 정치적 유대에 대한 언론의 조사를 마녀사냥으로 규정하고 신도들에게 사과를 요구하고 법적 조치를 하겠다는 성명을 발표했다. 2022년 10월 27일, 통일교를 대표하는 변호사들은 TBS 라디오, 닛폰 TV 및 해당 프로그램에 대해 논평한 게스트인 키토 마사키 와 아리타 요시후를 상대로 명예훼손 민사 소송을 제기 했으며 공개 사과와 총 피해액 3300만 엔을 요구했다.

## 거짓 정보
몇몇 언론은 비디오 게임 개발자 코지마 히데오를 피의자로 오인보도했다. 잘못된 보도는 온라인 게시판 4chan과 트위터의 농담이 사실로 받아들여지고 이후 프랑스의 극우 정치인 다미앙 리외가 그리스 뉴스 아울렛 ANT1와 이란 웹사이트 Mashregh News에 발표한 농담에서 비롯된 것으로 추정된다. ANT1은 추가로 용의자가 "체 게바라"라고 했다. ANT1이 자사의 유튜브 계정에 방송을 올렸다가 나중에 삭제했다. 리외는 원본 트윗을 삭제하고 사과했다. 코지마의 회사인 코지마 프로덕션은 거짓을 비난했다. 소문을 퍼뜨리는 사람들에 대해 보고하고 법적 조치를 취하겠다고 했다.

## 반응

### 언론
- AP통신은 "이번 피격 사건은 세상에서 가장 안전하고 총기에 대한 법적인 규제가 매우 강한 국가 중 하나인 나라(일본)에서 발생해 충격적"이라고 전했다.[197]
- BBC는 "권총이 금지된 일본에서 총격 사건이 드물고 정치적 폭력사건 자체가 거의 전례가 없다"고 보도했다.[197]
- CNN은 "극도로 엄격한 총기 규제로 인해 총기 사고율이 매우 낮은 일본에서 이번 사건은 충격적"이라고 전했다.[197]

### 일본
- 기시다 후미오 일본 총리는“범행의 배경은 아직 충분히 파악되지 않았지만 민주주의의 근간인 선거가 치러지는 가운데 벌어진 비열한 만행은 결코 용서할 수 없다. 가장 강력한 언어로 범행을 비난한다”고 규탄했다.[198]
- 아베 신조의 동생인 방위대신 기시 노부오는 "민주주의에 대한 모독이며, 특히 하원 의원 선거 기간 동안 이런 종류의 폭력이 연설을 억압하는 데 사용되어서는 안 된다는 점을 단호하게 규탄하고 싶다"라고 말하고 "회복되도록 기도하고 있다고 말했다.[199]
- 스가 요시히데 일본 전 총리는 우선은 "무엇보다 아베 전 총리의 회복을 진심으로 기원합니다. 이번 만행은 선거활동이라는 민주주의의 근간을 부정하는 극히 비열한 행위이며, 거절해서 용서할 수 없습니다."라고 했다.[200]
- 아소 다로 자유민주당 부총재는 "아베 전 총리대신과는 서로 도우며 지내온 사이였다고 생각한다"라고 말했다.[201]
- 이즈미 겐타 입헌민주당 대표는 "진심으로 명복을 기원함과 동시에 이런 테러 행위가 발생한 것은 허용되지 않고 단호하게 비난하고 싶다. 입헌 민주당과는 다른 정치적 자세를 갖고 하지만 국정에 다대한 행보를 남기고 우리나라를 리드된 전 총리대신으로서 진심으로 애도의 성을 드리고 싶다"라고 말했다.[202]
- 야마구치 나쓰오 공명당 대표는 "진심으로 회개를 말씀드리고 싶다. 격렬한 분노를 느끼고 폭거를 거절해서 용서해서는 안 된다. 싶다. 아베와 오랫동안 정권을 담당해 온 생각이나 성과에 대해서, 앞으로도 충실을 도모하도록 노력해 가고 싶다"라고 말했다.[202]
- 마쓰이 이치로 일본유신회 대표는 "민주주의의 근간인 선거의 기간중에 폭력으로 언론을 봉하는 것은 절대로 있어서는 안 되고, 엄중하게 항의한다"라고 말하고 나서, "이 나라를 잘 해 나가자는 아베 전 총리의 강한 마음에 나도 같은 것을 안고, 강하게 공감하고 있었다."라고 밝혔다.[202]
- 다마키 유이치로 국민민주당 대표는 "매우 유감스럽고 큰 존재가 일본의 정계에서 잃어 버렸다. 생각이 든다"며 "이번 만행은 민주주의에 대한 중대한 도전이며 위협이다.의 자유를 제대로 지켜나가야 한다"고 했다.[202]
- 시이 가즈오 일본공산당 대표는 "진심한 회개를 말씀드리고 싶다. 정치적 입장은 달랐지만 같은 해에 태어나 당선도 동기로 동시대를 함께 살았던 자 라고 매우 슬프고 외로운 생각이다"라고 말했다.[202]
- 야마모토 다로 레이와 신센구미 대표는 "충격밖에 없다. 정치가였다. 총격으로 생명을 잃은 것에 아직 자신 안에서 정리가 되지 않는다. 언론을 폭력으로 봉하려 하는 움직임에 우리가 언론으로 철저하게 두드려 가는 것을 맹세할 밖에 없다"고 말했다.[202]

### 한국 및 아시아
- 윤석열 대한민국 대통령은 "일본 헌정 사상 최장수 총리이자 존경받는 정치가를 잃은 유가족과 일본 국민에게 애도와 위로의 뜻을 전한다"며 애도를 표했고 이어 "아베 총리를 사망케 한 총격 사건은 용납할 수 없는 범죄행위"라고 밝혔다.[203]
- 문재인 대한민국 전 대통령은 트위터와 페이스북에서 “아베 전 총리의 급작스러운 비보에 매우 안타깝고 비통한 마음”이라며 “아베 전 총리의 명복을 빌며 가족들과 일본 국민들께 깊은 애도와 위로의 마음을 전한다”고 적었다.[204]
- 시진핑 중화인민공화국 주석이 애도의 뜻을 표했다.[205]
- 차이잉원 중화민국 총통이 자신과 아베는 10년 넘게 알고 지낸 사이였다며 잊지 않을 것이라 말했다. 더불어 같이 찍은 사진도 올렸다.[206]
- 팜민찐 베트남 총리는 "특별한 애정과 귀중한 지원에 진심으로 경의를 표한다"고 말했다.[207]
- 나렌드라 모디 인도 총리는 2022년 7월 9일을 국가 애도의 날로 지정한다고 발표했다.[208]
- 대한민국과 중국의 인터넷 커뮤니티는 대부분 아베 신조의 죽음을 애도하기보다는 비꼬았다.

### 오세아니아
- 호주는 멜버른, 시드니, 애들레이드, 퍼스 등 대도시 랜드마크에 일장기 라이트업과 아베의 장례식날 국기를 걸었다.[209]

### 유럽
- 블라디미르 푸틴 러시아 대통령은 위대한 정치가를 잃었다며 유족에게 애도를 표했다.[210]
- 보리스 존슨 영국 총리는 소식을 듣고 충격받았다고 밝혔다.[211]
- 에마뉘엘 마크롱 프랑스 대통령은 프랑스는 항상 일본의 곁에 있을 것이라고 했다.[212]

### 아메리카
- 자이르 보우소나루 브라질 대통령은 3일간 애도의 날로 지정한다고 발표했다.[213]
- 안드레스 마누엘 로페스 오브라도르 멕시코 대통령, 알베르토 페르난데스 아르헨티나 대통령도 애도를 표했다.[213]
- 조 바이든 미국 대통령은 격한 분노와 깊은 슬픔을 느낀다고 언급했으며, 버락 오바마 전 대통령은 히로시마와 진주만을 방문한 것을 기억하며 애도를,도널드 트럼프 전 대통령은 그가 얼마나 위대한 인물이었는지 역사가 가르쳐줄 것이라며 애도를 표했다.[214]
- 앤터니 블링컨 미국 국방장관은 미국 정부를 대표해 깊은 애도를 표했다.[215]
- 람 이매뉴얼 주일 미국 대사도 애도를 표했다.[216]

### 국제기구
- 유엔 안전보장이사회도 전 회원국의 대사가 기립묵념을 했으며 안토니우 구테흐스 유엔 사무총장도 그는 존경받는 지도자로 기억될 것이라는 성명을 냈다.[217]

## 같이 보기
- 이누카이 쓰요시
- 아사누마 이네지로
- 테러리즘
- 사제총

### 내용주
1. ↑  Shiun-in Den Sei Yo Shō Jō Shin Jū Dai Kōji (紫雲院殿政譽清浄晋寿大居士)

### 참조주
1. ↑  이세원 (2022년 7월 8일). “[3보] NHK "아베 유세중 산탄총 맞아…심폐 정지 상태"”. 연합뉴스. 2022년 7월 8일에 확인함.
2. ↑  “安倍晋三元首相死亡 奈良県で演説中に銃で撃たれる” (일본어). NHK. 2022년 7월 8일.
3. ↑  Sieg, Linda; Takenaka, Kiyoshi (2020년 8월 27일). “Ailing Abe quits as Japan PM as COVID-19 slams economy, key goals unmet”. 《Reuters》. 2020년 8월 29일에 원본 문서에서 보존된 문서. 2020년 8월 29일에 확인함.
4. ↑  “Shinzo Abe: Unification Church distances itself from assassination 11.07.2022” (영국 영어). Deutsche Welle. 2022년 7월 14일에 원본 문서에서 보존된 문서. 2022년 7월 20일에 확인함.
5. ↑  Andrew Marshall, Michiko Toyama: In The Name of the Godfather, Tokyo Journal, October 1994. Pages 29–35
6. 1 2  Richard, Samuels J. (December 2001), “Kishi and Corruption: An Anatomy of the 1955 System”, 《Japan Policy Research Institute》 (Working Paper No. 83)
7. ↑   Ann Crittenden: Moon's Sect Pushes Pro‐Seoul Activities, New York Times, 25 May 1976
8. ↑  “Why did Abe appear in a Unification Church video?”. 《한겨레》. 2022년 7월 12일. 2022년 7월 12일에 원본 문서에서 보존된 문서. 2022년 7월 12일에 확인함.
9. ↑  Halloran, Richard (1978년 3월 16일). “UNIFICATION CHURCH CALLED SEOUL TOOL”. 《New York Times》 (미국 영어). ISSN 0362-4331. 2022년 7월 14일에 원본 문서에서 보존된 문서. 2022년 7월 13일에 확인함.
10. ↑  “Prime Minister Abe sent congratulatory telegrams to Unification Church”. 《japan-press.co.jp》. 2022년 4월 7일에 원본 문서에서 보존된 문서. 2022년 7월 10일에 확인함.
11. ↑  “Unification Church says former Japan PMs Kishi, Abe 'supported' its peace movement”. 《마이니치 신문》 (영어). 2022년 7월 12일. 2022년 7월 14일에 원본 문서에서 보존된 문서. 2022년 7월 20일에 확인함.
12. ↑  “The LDP's Tangled Ties to the Unification Church”. 《thediplomat.com》.
13. ↑  Fisher, Mark (2022년 7월 12일). “How Abe and Japan became vital to Moon’s Unification Church”. Washington Post. 2022년 7월 13일에 원본 문서에서 보존된 문서.
14. ↑  “自己破産させられた信者はたくさんいる. 2世の苦しみがどんなにつらいか. 霊感商法弁護団が会見.” [There are many believers who have been bankrupted by themselves. How painful the suffering of the second generation is. An inspirational commercial law defense team meets.]. 《Yahoo! News Japan》 (일본어). Bengo4. 2022년 7월 12일. 2022년 7월 12일에 원본 문서에서 보존된 문서.
15. ↑  全国霊感商法対策弁護士連絡会 [National Inspirational Commercial Law Countermeasures Lawyer Liaison Committee] (일본어). National Network of Lawyers Against Spiritual Sales. 2022년 7월 12일에 원본 문서에서 보존된 문서.
16. ↑  “安倍元首相が松山氏の応援取りやめ 参院選長野県区 女性問題など週刊誌報道受け” [Former Prime Minister Shinzo Abe suspends support for Nagano district House of Councilors candidate Matsuyama over sexual/female scandals, per weekly news reports]. 《Shinano Mainichi Shimbun》 (일본어). 2022년 7월 8일. 2022년 7월 8일에 원본 문서에서 보존된 문서. 2022년 7월 8일에 확인함.
17. ↑  “参院選 自民党・松山三四六候補が不倫の末、中絶同意書に偽名で署名していた” [House of Councilors LDP candidate Sanshirou Matsuyama had an affair, signed letter of consent for an abortion with false name]. 《Bunshun Online》 (일본어). 2022년 7월 6일. 2022년 7월 7일에 원본 문서에서 보존된 문서. 2022년 7월 7일에 확인함.
18. ↑  “自民ものまねタレントに「900万円踏み倒し」の過去 法廷で偽証を求められた知人が告発” [LDP impersonator is accused of soliciting false testimony from an acquaintance in case of previous 9 million yen debt]. 《Daily Shincho》 (일본어). 2022년 7월 6일. 2022년 7월 8일에 원본 문서에서 보존된 문서. 2022년 7월 7일에 확인함.
19. ↑  “自民党奈良県連「脅しみたいのはこれまでなかった」” [LDP's Nara Prefecture chapter: "The apparent threat up to now is no more"]. 《FNN Prime Online》 (일본어). 2022년 7월 8일. 2022년 7월 8일에 원본 문서에서 보존된 문서. 2022년 7월 8일에 확인함.
20. ↑  “安倍元首相の奈良入り「一般への周知はしていない」 自民県連が会見” [LDP Prefecture Chapter Interview: Former Prime Minister Abe's Nara schedule was not generally known]. 《Asahi Shimbun》 (일본어). 2022년 7월 8일. 2022년 7월 8일에 원본 문서에서 보존된 문서. 2022년 7월 8일에 확인함.
21. ↑  “映像で見えた警備の穴 安倍元首相銃撃までの2分26秒”, 《니혼게이자이 신문》 (일본어), July 2022, 2022년 7월 15일에 확인함
22. ↑  Sugiyama, Satoshi (2022년 7월 8일). “Before fatal shooting, Japan's Abe was up close with the crowd”. 《Reuters》. 2022년 7월 8일에 원본 문서에서 보존된 문서. 2022년 7월 8일에 확인함.
23. ↑  “安倍元首相、銃撃の詳細判明 最初の発砲に振り向き、２度目で倒れる” [Former Prime Minister Abe reveals details of shooting Turns to the first shot and collapses the second time　]. 《Sankei News》 (일본어) (Sankei Shimbun). 2022년 7월 8일. 2022년 7월 10일에 원본 문서에서 보존된 문서. 2022년 7월 11일에 확인함.
24. ↑  “Shooting of Japan's Ex-Leader Shocks Nation Where Guns Are Rare”. 《Bloomberg News》. 2022년 7월 8일. 2022년 7월 8일에 원본 문서에서 보존된 문서. 2022년 7월 8일에 확인함.
25. ↑  Ye Hee Lee, Michelle; Mio Inuma, Julia. “Japan reels after assassination of Shinzo Abe, as investigation into gunman, security begins”. 《The Washington Post》. 2022년 7월 10일에 원본 문서에서 보존된 문서. 2022년 7월 11일에 확인함.
26. ↑  Rich, Motoko; Inoue, Makiko; Hida, Hikari; Ueno, Hisako (2022년 7월 8일). “Shinzo Abe Is Assassinated With a Handmade Gun, Shocking a Nation”. 《The New York Times》. 2022년 7월 10일에 원본 문서에서 보존된 문서. 2022년 7월 11일에 확인함.
27. ↑  Rutwich, John (2022년 7월 8일). “Former Japanese Prime Minister Shinzo Abe is assassinated at a campaign rally”. 《NPR》. NPR. 2022년 7월 10일에 원본 문서에서 보존된 문서. 2022년 7월 11일에 확인함.
28. ↑  박용하 (2022년 7월 8일). “아베 총격범은 전직 해상자위대원···"정치적 신념에 따른 원한은 없었다"”. 《경향신문》 (네이버). 2022년 8월 7일에 확인함.
29. ↑  “Shinzo Abe: Japan ex-leader assassinated while giving speech”. BBC. 2022년 7월 8일. 2022년 7월 8일에 원본 문서에서 보존된 문서. 2022년 7월 8일에 확인함.
30. ↑  Sang-Hun, Choe (2022년 7월 8일). “Shinzo Abe of Japan Dies After Being Shot During Speech”. 《The New York Times》 (미국 영어). ISSN 0362-4331. 2022년 7월 8일에 원본 문서에서 보존된 문서. 2022년 7월 8일에 확인함.
31. ↑  CNN, Helen Regan, Junko Ogura and Emiko Jozuka. “Former Japanese Prime Minister Shinzo Abe in critical condition following shooting”. 《CNN》. 2022년 7월 12일에 원본 문서에서 보존된 문서. 2022년 7월 13일에 확인함.
32. ↑  “「奇跡が起こってくれ、という一心でその場に」 安倍元首相の銃撃現場に駆けつけた医師が語った全て” ["On the spot, with the urge to make a miracle happen": All the doctors who rushed to the shooting scene of former Prime Minister Abe]. 《Yahoo! News Japan》 (일본어). Aera dot. 2022년 7월 12일에 원본 문서에서 보존된 문서. 2022년 7월 13일에 확인함.
33. ↑  “Shinzo Abe shot: former Japan prime minister in critical condition, says PM Kishida – live updates”. 《The Guardian》 (영어). 2022년 7월 8일. 2022년 7월 8일에 원본 문서에서 보존된 문서. 2022년 7월 8일에 확인함.
34. ↑  “安倍氏は午後5時3分に死亡確認” [Mr. Abe confirmed dead at 5:03pm]. Kyodo News. 2022년 7월 8일. 2022년 7월 8일에 원본 문서에서 보존된 문서. 2022년 7월 8일에 확인함.
35. ↑  “Shinzo Abe: Japan's ex-leader dies after being shot – local media”. 《BBC News》. 2022년 7월 8일에 원본 문서에서 보존된 문서. 2022년 7월 8일에 확인함.
36. ↑  “安倍晋三元首相死亡 奈良県で演説中に銃で撃たれる” [Former Prime Minister Shinzo Abe dead, shot while giving a speech in Nara Prefecture]. 《NHK NEWS WEB》 (일본어). 2022년 7월 8일. 2022년 7월 8일에 원본 문서에서 보존된 문서. 2022년 7월 8일에 확인함.
37. ↑  “Shinzo Abe: Former Japanese prime minister dies after being shot while giving speech” (영어). Sky News. 2022년 7월 8일에 원본 문서에서 보존된 문서. 2022년 7월 8일에 확인함.
38. ↑  Rich, Motoko (2022년 7월 8일). “Abe received over 100 units of blood in transfusions over four hours as he hemorrhaged from a wound in the heart, said Hidetada Fukushima, the professor in charge of emergency medicine at Nara Medical University Hospital.”. 《The New York Times》 (미국 영어). ISSN 0362-4331. 2022년 7월 8일에 원본 문서에서 보존된 문서. 2022년 7월 8일에 확인함.
39. ↑  “Police: Abe died from loss of blood due to single bullet | NHK WORLD-JAPAN News”. 《NHK WORLD》 (영어). 2022년 7월 12일에 원본 문서에서 보존된 문서. 2022년 7월 13일에 확인함.
40. ↑  “【速報】菅前首相が病院に 搬送の病院前から中継” [[Breaking news] Former Prime Minister Suga relays to the hospital from the front of the hospital]. 《FNN Prime Online》 (일본어). 2022년 7월 8일. 2022년 7월 9일에 원본 문서에서 보존된 문서.
41. ↑  “病院に入る松野官房長官” [Secretary of State Matsuno entering the hospital]. 《Jiji Press》 (일본어). 2022년 7월 8일. 2022년 7월 9일에 원본 문서에서 보존된 문서.
42. ↑  “安倍昭恵夫人、後部座席で前を見据え頭を下げる 前後に関係車両５台、稲田朋美元防衛相らの姿も” [Mrs. Akie Abe looks forward in the back seat and lowers her head. Five related vehicles and former defense minister Tomomi Inada are also seen before and after.]. 《Nikkan Sports》 (일본어). 2022년 7월 9일. 2022년 7월 9일에 원본 문서에서 보존된 문서. 2022년 7월 9일에 확인함.
43. ↑  “安倍元首相、無言の帰宅 銃撃死から一夜、各党遊説再開” [Former Prime Minister Abe returns home silently.]. 《Jiji Press》 (일본어). 2022년 7월 8일. 2022년 7월 9일에 원본 문서에서 보존된 문서.
44. ↑  “安倍元首相、無言の帰宅 岸田首相、森・小泉氏ら弔問” [Former Prime Minister Abe, silent return home Prime Minister Kishida, condolences by Mr. Mori and Koizumi]. 《Jiji Press》 (일본어). 2022년 7월 9일. 2022년 7월 9일에 원본 문서에서 보존된 문서. 2022년 7월 10일에 확인함.
45. 1 2 3  “Wake of former Prime Minister Abe held at Tokyo temple”. 《NHK》. 2022년 7월 11일. 2022년 7월 12일에 원본 문서에서 보존된 문서. 2022년 7월 14일에 확인함.
46. ↑  Sugiyama, Satoshi; Shalal, Andrea (2022년 7월 11일). “Mourners throng Abe's wake as his party secures sombre Japan election win”. 《Reuters》. 2022년 7월 12일에 원본 문서에서 보존된 문서. 2022년 7월 14일에 확인함.
47. ↑  “Japan honors ex-PM Abe with highest decoration, wake held in Tokyo”. 교도통신. 2022년 7월 11일. 2022년 7월 11일에 원본 문서에서 보존된 문서. 2022년 7월 14일에 확인함.
48. 1 2  Lies, Elaine (2022년 7월 12일). “Japan bids sombre farewell to slain Shinzo Abe, its longest-serving premier”. 《Reuters》. 2022년 7월 12일에 원본 문서에서 보존된 문서. 2022년 7월 14일에 확인함.
49. ↑  Jalil, Zubaidah Abdul; Wingfield-Hayes, Rupert (2022년 7월 12일). “Shinzo Abe: Japanese mourners pay last respects to ex-PM at funeral”. BBC. 2022년 7월 14일에 원본 문서에서 보존된 문서. 2022년 7월 14일에 확인함.
50. ↑  “Japanese people say their final goodbyes to former leader Shinzo Abe at his funeral”. NPR. 2022년 7월 12일. 2022년 7월 12일에 원본 문서에서 보존된 문서. 2022년 7월 14일에 확인함.
51. ↑  Yeung, Jessie; Mogul, Rhea (2022년 7월 12일). “Japan holds Shinzo Abe's funeral”. CNN. 2022년 7월 12일에 원본 문서에서 보존된 문서. 2022년 7월 14일에 확인함.
52. ↑  “安倍元首相の「国葬」9月27日実施で最終調整 政府” [Government finalizing plan for former Prime Minister Abe's "state funeral" to be held on September 27]. 《NHK NEWS WEB》 (일본어). 2022년 7월 20일. 2022년 7월 20일에 원본 문서에서 보존된 문서. 2022년 7월 20일에 확인함.
53. ↑  Reuters (2022년 7월 20일). “Japan to hold state funeral for ex-PM Shinzo Abe on September 27 – sources”. 《Philippine Daily Inquirer》 (영어). 2022년 7월 20일에 원본 문서에서 보존된 문서. 2022년 7월 21일에 확인함.
54. ↑  최진주 (2022년 7월 8일). “아베 신조 전 일본 총리, 총 맞아 심폐정지… 40대 용의자 체포”. 한국일보. 2022년 7월 9일에 확인함.
55. ↑  “【速報】41歳の山上徹也容疑者を殺人未遂で逮捕　犯罪歴確認なし”. FNNプライムオンライン. 2022년 7월 8일. 2022년 7월 8일에 원본 문서에서 보존된 문서. 2022년 7월 9일에 확인함.
56. ↑  “安倍元首相銃撃で山上容疑者「ある特定の宗教団体に恨み」”. FNNプライムオンライン. 2022년 7월 8일. 2022년 7월 9일에 원본 문서에서 보존된 문서. 2022년 7월 9일에 확인함.
57. ↑  채선희 (2022년 7월 10일). “日언론 "살해범 어머니 종교는 '옛 통일교회'…아베와 접점"”. 한국경제. 2022년 7월 11일에 확인함.
58. ↑  허연 (2022년 7월 10일). “통일교 "아베 살해범 어머니, 과거 통일교회 신자" 확인”. 메일경제. 2022년 7월 11일에 확인함.
59. ↑  양정우 (2022년 7월 10일). “통일교 "아베 살해범 어머니, 과거 통일교회 신자" 확인”. 연합뉴스. 2022년 7월 11일에 확인함.
60. ↑  Yvette Tan & Matt Murphy (2022년 7월 8일). “Shinzo Abe: Japan ex-leader assassinated while giving speech”. BBC. 2022년 7월 9일에 확인함.
61. ↑  “【速報】自作の銃について「銃１丁には３本の筒、１本の筒には６発の弾」「複数作った」と説明　山上容疑者　”. FNNプライムオンライン. 2022년 7월 8일. 2022년 7월 8일에 원본 문서에서 보존된 문서. 2022년 7월 9일에 확인함.
62. ↑  “安倍元首相を殺害した山上容疑者の「素顔」 近隣住民「非常におとなしかった」” ["Real face" of Yamagami who killed former Prime Minister Abe: Neighbors told he was "Very quiet"]. 《Sponichi Annex》 (일본어). 2022년 7월 8일. 2022년 7월 8일에 원본 문서에서 보존된 문서. 2022년 7월 8일에 확인함.
63. 1 2  “父は急死、母は宗教団体へ多額の金 安倍氏銃撃容疑者の生い立ち” [His father died suddenly and his mother went to a religious group with a large amount of money: Mr. Abe's background of the shooting suspect]. 《아사히 신문》 (일본어). 2022년 7월 9일. 2022년 7월 9일에 원본 문서에서 보존된 문서. 2022년 7월 9일에 확인함.
64. 1 2  “銃撃容疑者 自衛官時代に、小銃組み立てや射撃訓練を受けた可能性” [Suspected gunner May have received rifle assembly and shooting training during his time as a self-defense officer]. 《마이니치 신문》 (일본어). 2022년 7월 8일. 2022년 7월 8일에 원본 문서에서 보존된 문서. 2022년 7월 8일에 확인함.
65. ↑  “安倍元首相銃撃の容疑者 高校時代は応援団所属、おとなしい性格” [Suspect in shooting of former Prime Minister Abe was a member of cheerleading squad in high school and had a quiet personality]. 《마이니치 신문》 (일본어). 2022년 7월 8일. 2022년 7월 8일에 원본 문서에서 보존된 문서. 2022년 7월 8일에 확인함.
66. ↑  “海自に３年、射撃経験も 同級生「寡黙な印象」―安倍氏銃撃で逮捕の山上容疑者”. 《Jiji Press》 (일본어). 2022년 7월 9일. 2022년 7월 9일에 원본 문서에서 보존된 문서. 2022년 7월 9일에 확인함.
67. 1 2 3  “Abe murder suspect quit most recent job after he felt 'tired'”. 《The Japan Times》. Kyodo News. 2022년 7월 8일. 2022년 7월 8일에 원본 문서에서 보존된 문서. 2022년 7월 8일에 확인함.
68. ↑  “山上容疑者は県内有数の進学校出身…卒業アルバムには笑顔の写真、将来は「わからん」” [Yamagami is from one of the prefecture's leading colleges – Smiling photo in his graduation album, He "doesn't know" about his future]. 《Yomiuri Shimbun》 (일본어). 2022년 7월 9일. 2022년 7월 9일에 원본 문서에서 보존된 문서. 2022년 7월 9일에 확인함.
69. ↑  “母親の献金で生活苦に 成績優秀も大学断念 - 緊急連載 白昼の凶弾安倍元首相銃撃事件（中）｜奈良新聞デジタル”. 《nara-np.co.jp》 (일본어). 2022년 7월 18일에 원본 문서에서 보존된 문서. 2022년 7월 26일에 확인함.
70. 1 2  “自殺未遂をした山上容疑者、母親の献金で困窮…兄と妹に「自分の生命保険金を渡そうと思った」”. 《読売新聞オンライン》 (일본어). 2022년 7월 16일. 2022년 7월 16일에 원본 문서에서 보존된 문서. 2022년 7월 16일에 확인함.
71. ↑  共同通信 (2022년 7월 15일). “山上容疑者、経済難で大学進学できず ｜ 共同通信”. 《共同通信》 (일본어). 2022년 7월 26일에 원본 문서에서 보존된 문서. 2022년 7월 26일에 확인함.
72. ↑  Johnson, Jesse (2022년 7월 12일). “As Japan mourns Abe's death, details of shooting suspect begin to emerge”. 《The Japan Times》. 2022년 7월 12일에 원본 문서에서 보존된 문서. 2002년 7월 14일에 확인함.
73. ↑  “海自護衛艦で勤務 逮捕の山上容疑者と同一人物か” [Worked on a sea self-defense ship: Is it the same person as Mr. Yamagami who was arrested?]. 《Sankei News》 (일본어). 2022년 7월 8일. 2022년 7월 8일에 원본 문서에서 보존된 문서. 2022년 7월 8일에 확인함.
74. ↑  “安倍元首相銃撃の男、海自呉基地で勤務” [Man who Shot Former Prime Minister Abe served at Kure Naval Base] (일본어). Kyodo News. 2022년 7월 8일. 2022년 7월 8일에 원본 문서에서 보존된 문서. 2022년 7월 8일에 확인함.
75. ↑  “部屋から「ギコギコ」と異音、職場では「お前がやれや」とトラブル…安倍氏銃撃の容疑者”. 《Yomiuri Shimbun》 (일본어). 2022년 7월 9일. 2022년 7월 9일에 원본 문서에서 보존된 문서. 2022년 7월 9일에 확인함.
76. 1 2  “「夜にギコギコという音が聞こえた」 銃撃事件容疑者の隣室の男性” ["I heard a rattling noise at night." A man in the room next to the suspected shooting case]. 《아사히 신문》 (일본어). 2022년 7월 8일. 2022년 7월 8일에 원본 문서에서 보존된 문서. 2022년 7월 8일에 확인함.
77. ↑  “Former Japan PM Abe dies after being shot during election speech”. Kyodo News. 2022년 7월 8일에 원본 문서에서 보존된 문서. 2022년 7월 8일에 확인함.
78. ↑  “Police: Suspect 'intended to kill' former PM Abe”. 《NHK》. 2022년 7월 8일. 2022년 7월 8일에 원본 문서에서 보존된 문서. 2022년 7월 8일에 확인함.
79. 1 2  “Shinzo Abe: Explosives found at shooting suspect's home – reports”. 《BBC News》. 2022년 7월 8일. 2022년 7월 8일에 원본 문서에서 보존된 문서. 2022년 7월 8일에 확인함.
80. ↑  “安倍元首相、銃撃され死亡 ６７歳、選挙応援演説中―元海自隊員の４１歳男逮捕、「特定の団体に恨み」・奈良” [Former Prime Minister Abe, shot dead 67 years old, in an election support speech - A 41-year-old man of a former Maritime Self-Defense Force member was arrested in Nara, with "a grudge against a specific group"]. 《Jiji Press》 (일본어). 2022년 7월 9일. 2022년 7월 9일에 원본 문서에서 보존된 문서. 2022년 7월 9일에 확인함.
81. ↑  “安倍元首相銃撃で山上容疑者「ある特定の宗教団体に恨み」”. 《FNN Prime Online》 (일본어). 2022년 7월 8일. 2022년 7월 8일에 원본 문서에서 보존된 문서. 2022년 7월 8일에 확인함.
82. 1 2 3  “「疲労困ぱい立っていられない」山上容疑者"母の近況"を伯父明かす 献金額も…”, 《올 닛폰 뉴스 네트워크》 (일본어), 2022년 7월 15일, 2022년 7월 17일에 원본 문서에서 보존된 문서, 2022년 7월 15일에 확인함 – YouTube 경유
83. ↑  “関係者「母親は旧統一教会に献金１億円」、土地・自宅売却で破産” [Official: "His mother made 100 million yen in donations to former Unification Church, became bankrupt after selling their land and home"]. 《요미우리 신문》 (일본어). 2022년 7월 13일. 2022년 7월 13일에 원본 문서에서 보존된 문서. 2022년 7월 13일에 확인함.
84. ↑  “Abe shooting suspect's mother donated ¥100 million to Unification Church, uncle says”. 《The Japan Times》 (미국 영어). 2022년 7월 15일. 2022년 7월 17일에 원본 문서에서 보존된 문서. 2022년 7월 16일에 확인함.
85. ↑  “Abe shooter's mother continued religious donations even after bankruptcy”. 《Nikkei Asia》 (영국 영어). 2022년 7월 16일에 원본 문서에서 보존된 문서. 2022년 7월 16일에 확인함.
86. ↑  “《安倍元首相銃殺》「母親が宗教に傾倒し、大病を患う兄が自殺」山上徹也容疑者が自殺未遂に至った"不遇な家庭環境"と事件直前の"悪質レビュートラブル"” [Former Prime Minister Abe shot dead; Suspect's mother was devoted to religion, and his brother who was seriously ill committed suicide – "Unfavorable family environment" that led to Tetsuya Yamagami's suicide attempt and "malicious review trouble" just before the incident.]. 《Bunshun Online》 (일본어) (Yahoo! News Japan). 2022년 7월 10일. 2022년 7월 13일에 원본 문서에서 보존된 문서. 2022년 7월 14일에 확인함.
87. ↑  “「どうして兄ちゃん死んだんや」７年前の葬儀、涙を流していた山上容疑者” ["Why did my brother die?" Yamagami, who was weeping at the funeral seven years ago]. 《Yomiuri Shimbun》 (일본어). 2022년 7월 14일. 2022년 7월 14일에 원본 문서에서 보존된 문서. 2022년 7월 16일에 확인함.
88. ↑  “「どうして兄ちゃん死んだんや」７年前の葬儀、涙を流していた山上容疑者”, 《요미우리 신문》 (일본어), 2022년 7월 14일, 2022년 7월 14일에 원본 문서에서 보존된 문서, 2022년 7월 16일에 확인함
89. ↑  “銃撃容疑者「母親が宗教にのめり込み破産」 安倍氏に一方的恨みか” [Shooting Suspect: "Mother became involved in religion and went bankrupt," unilateral resentment toward Abe?]. 《마이니치 신문》 (일본어). 2022년 7월 9일. 2022년 7월 9일에 원본 문서에서 보존된 문서. 2022년 7월 9일에 확인함.
90. ↑  “当初の狙いは宗教団体の幹部襲撃か「母親がのめり込み恨みがあった」 安倍元首相銃撃事件の容疑者が供述” [Suspect in the shooting of former Prime Minister Abe stated that his initial aim was to attack a religious leader or that he had a grudge against his mother because she had become obsessed with him.]. 《요미우리 신문》 (일본어). 2022년 7월 9일. 2022년 7월 9일에 원본 문서에서 보존된 문서. 2022년 7월 9일에 확인함.
91. ↑  “【速報】"特定の宗教団体"は母親と関係 「のめり込み破産」新たな供述” [[Breaking news] "Specific religious group" has a relationship with mother "Devotion bankruptcy" new statement]. 《FNN Prime Online》 (일본어). 2022년 7월 9일. 2022년 7월 9일에 원본 문서에서 보존된 문서. 2022년 7월 9일에 확인함.
92. ↑  “「私の一生を歪ませ続けた」 山上容疑者の手紙詳報” ["I continued to distort my life" Yamagami's letter details]. 《Sankei Shimbun》 (일본어). 2022년 7월 17일. 2022년 7월 19일에 원본 문서에서 보존된 문서. 2022년 7월 21일에 확인함.
93. ↑  “山上容疑者の手紙［全文］・書き込み = 安倍元首相銃撃” [Yamagami's letter [full text] ・ Writing = Former Prime Minister Abe shooting]. 《theheadline.jp》 (일본어). 2022년 7월 18일. 2022년 7월 18일에 원본 문서에서 보존된 문서. 2022년 7월 21일에 확인함.
94. ↑  “山上容疑者、事件直前の手紙の真意は…識者分析「迷い断ち切ろうとしたのでは」” [Mr. Yamagami, the true meaning of the letter just before the incident is ... Analysis by an expert "I think I tried to cut off the hesitation."]. 《Yomiuri Shimbun》 (일본어). Japan. 2022년 7월 18일. 2022년 7월 18일에 원본 문서에서 보존된 문서. 2022년 7월 21일에 확인함.
95. ↑  “「銃欲しい」「本来の敵でない」 銃撃示唆手紙、統一教会への恨みも” ["I want a gun" "I'm not the original enemy" Shooting suggestion letter, grudge against the Unification Church]. 《Sankei Shimbun》 (일본어). 2022년 7월 17일. 2022년 7월 18일에 원본 문서에서 보존된 문서. 2022년 7월 22일에 확인함.
96. 1 2 3 4 5  “Letter touches on plan to kill Abe, who 'wields the most influence'”. 《The Asahi Shimbun》 (영어). 2022년 7월 19일에 원본 문서에서 보존된 문서. 2022년 7월 20일에 확인함.
97. 1 2  “旧統一教会批判ブログのジャーナリスト「相談してほしかった」山上容疑者から犯行示唆の手紙 - 社会 : 日刊スポーツ”. 《nikkansports.com》 (일본어). 2022년 8월 6일에 원본 문서에서 보존된 문서. 2022년 7월 22일에 확인함.
98. ↑  “Suspect signaled Abe killing in letter to Unification Church critic”. 《The Japan Times》 (미국 영어). 2022년 7월 17일. 2022년 8월 6일에 원본 문서에서 보존된 문서. 2022년 7월 22일에 확인함.
99. ↑  共同通信 (2022년 7월 19일). “押収パソコンに手紙データ 容疑者、安倍氏銃撃2日前作成か ｜ 共同通信”. 《共同通信》 (일본어). 2022년 8월 6일에 원본 문서에서 보존된 문서. 2022년 7월 26일에 확인함.
100. ↑  “山上容疑者、生い立ちと旧統一教会への恨みつづる…安倍氏は「最も影響力のあるシンパ」”. 《読売新聞オンライン》 (일본어). 2022년 7월 17일. 2022년 7월 17일에 원본 문서에서 보존된 문서. 2022년 7월 22일에 확인함.
101. ↑  “安倍氏の死の意味「考える余裕ない」、旧統一教会トップらは皆殺し不可能…事件前に手紙”, 《요미우리 신문》 (일본어), 2022년 7월 17일, 2022년 7월 17일에 원본 문서에서 보존된 문서, 2022년 7월 17일에 확인함
102. ↑  “Electronic draft of Abe shooter's letter found on computer”. 《The Japan Times》 (미국 영어). 2022년 7월 19일. 2022년 7월 20일에 원본 문서에서 보존된 문서. 2022년 7월 20일에 확인함.
103. ↑  “Twitter suspends account of man suspected in Abe shooting”. 《The Asahi Shimbun》 (영어). 2022년 7월 20일에 원본 문서에서 보존된 문서. 2022년 7월 20일에 확인함.
104. ↑  “安倍元首相銃撃事件 事件起こすこと示唆の手紙 直前に投函か”, 《NHK》 (일본어), 2022년 7월 17일, 2022년 7월 19일에 원본 문서에서 보존된 문서
105. 1 2  “山上容疑者 SNSで安倍政権"評価"も…"複雑な胸の内"「本来の敵ではない」”. 《テレ朝news》 (일본어). 2022년 7월 18일에 원본 문서에서 보존된 문서. 2022년 7월 22일에 확인함.
106. ↑  “手紙やSNSに心境をつづる？ 安倍元首相の殺害へと向かった経緯とは… 犯行前日に犯人の男が送ったとみられる「手紙」の内容”. 《報道ランナー》 (일본어). 2022년 7월 21일에 원본 문서에서 보존된 문서. 2022년 7월 20일에 확인함.
107. ↑  “山上容疑者、殺害示唆する手紙送付か 旧統一教会へ恨み記し、安倍元首相は「本来の敵ではない」”, 《Nikkan Sports》 (일본어), 2022년 7월 17일, 2022년 7월 17일에 원본 문서에서 보존된 문서, 2022년 7월 17일에 확인함
108. ↑  “Suspect willing to die to 'liberate' members of religious group”. 《The Asahi Shimbun》 (영어). 2022년 8월 6일에 원본 문서에서 보존된 문서. 2022년 7월 26일에 확인함.
109. ↑  日本放送協会. “宗教団体への恨み ＳＮＳで繰り返し投稿か｜NHK 関西のニュース”. 《NHK NEWS WEB》. 2022년 7월 26일에 원본 문서에서 보존된 문서. 2022년 7월 26일에 확인함.
110. ↑  “教会憎んだ息子「オレは母を信じたかった」 安倍元首相銃撃1カ月”. 《毎日新聞》 (일본어). 2022년 8월 10일에 확인함.
111. ↑  “Twitter suspends account of man suspected in Abe shooting”. 《The Asahi Shimbun》 (영어). 2022년 7월 20일. 2022년 7월 20일에 원본 문서에서 보존된 문서. 2022년 7월 22일에 확인함.
112. ↑  “「銃が欲しい。喉から手が出るほど」安倍元首相銃撃の山上容疑者がこだわり続けたもの 「権威」を狙った凶行の背景とは｜信濃毎日新聞デジタル 信州・長野県のニュースサイト”. 《信濃毎日新聞デジタル》 (일본어). 2022년 7월 24일에 원본 문서에서 보존된 문서. 2022년 7월 26일에 확인함.
113. ↑  “Suspected Abe assassin cited religious group grudge as reason”. 《The Asahi Shimbun》. 2022년 7월 9일에 원본 문서에서 보존된 문서. 2022년 7월 9일에 확인함.
114. ↑  宗教団体トップの襲撃難航「狙いを安倍氏に切り替えた」 銃撃容疑者 [Attack on the top of a religious group Difficult to attack "I switched my aim to Mr. Abe"]. 《毎日新聞 (Mainichi Shimbun)》 (일본어). 2022년 7월 9일. 2022년 7월 9일에 원본 문서에서 보존된 문서. 2022년 7월 9일에 확인함.
115. ↑  共同通信 (2022년 7월 9일). “当初狙いは宗教団体幹部だったと元海自隊員” [A former member of the Sea Self-Defense Force said that the initial aim was to be an executive of a religious organisation.]. 《共同通信 (Kyodo News)》 (일본어). 2022년 7월 9일에 원본 문서에서 보존된 문서. 2022년 7월 9일에 확인함.
116. ↑  独自「火炎瓶を持って」供述で判明した旧統一教会襲撃計画 安倍元総理を狙った理由 (일본어). TV asahi. 2022년 7월 12일. 2022년 7월 12일에 원본 문서에서 보존된 문서.
117. ↑  “Alleged Abe killer toyed with bomb attack before opting for gun”. 《The Asahi Shimbun》 (영어). 2022년 7월 22일에 원본 문서에서 보존된 문서. 2022년 7월 22일에 확인함.
118. ↑  “Abe shooter to undergo mental competence exam before indictment”. 《Mainichi Daily News》 (영어). 2022년 7월 24일. 2022년 7월 24일에 원본 문서에서 보존된 문서. 2022년 7월 24일에 확인함.
119. ↑  FNNプライムオンライン. “「メッセージ動画を見てつながりがあると思った」山上容疑者が新供述 90ｍ離れた駐車場に弾痕…強い威力か”. 《文春オンライン》. 2022년 7월 14일에 원본 문서에서 보존된 문서. 2022년 7월 26일에 확인함.
120. ↑  動機は？旧統一教会「家庭の破綻は把握」山上容疑者「安倍総理のビデオレター見た」 (일본어). TV asahi. 2022년 7월 11일. 2022년 7월 10일에 원본 문서에서 보존된 문서.
121. 1 2  “５月に仕事を辞めた山上容疑者、預金は２０万円…安倍氏の演説予定知り岡山から奈良へ”. 《読売新聞オンライン》 (일본어). 2022년 7월 16일. 2022년 7월 16일에 원본 문서에서 보존된 문서. 2022년 7월 16일에 확인함.
122. 1 2  Regan, Helen; Jozuka, Emiko; Maruyama, Mayumi (2022년 7월 10일). “What we know about the man suspected of shooting Shinzo Abe”. CNN. 2022년 7월 10일에 원본 문서에서 보존된 문서. 2022년 7월 10일에 확인함.
123. ↑  山上容疑者、岡山の演説会場も訪れていた「とにかく殺そうとつけ回していた」 [Yamagami also visited the speech venue in Okayama. "Stalking him to kill"]. 《요미우리 신문》 (일본어). 2022년 7월 9일. 2022년 7월 9일에 원본 문서에서 보존된 문서. 2022년 7월 9일에 확인함.
124. ↑  “容疑者、事件前日は安倍氏の遊説先・岡山に滞在 銃撃の機会探ったか” [Suspect stayed in Okayama, Abe's destination the day before the incident Did you look for a shooting opportunity?]. 《毎日新聞 (Mainchi Shimbun)》 (일본어). 2022년 7월 9일. 2022년 7월 9일에 원본 문서에서 보존된 문서. 2022년 7월 9일에 확인함.
125. ↑  銃撃の容疑者「安倍氏、特定団体につながりと思い込み」 [Suspected shooting "Mr. Abe, believing that he is connected to a specific group"]. 《니혼케이자이 신문》 (일본어). 2022년 7월 8일. 2022년 7월 8일에 원본 문서에서 보존된 문서. 2022년 7월 8일에 확인함.
126. ↑  《- YouTube》 「家を破産させられた」具体的な動機明らかに 安倍元総理銃撃事件 (일본어), 올 닛폰 뉴스 네트워크, 2022년 7월 9일, 2022년 7월 14일에 원본 문서에서 보존된 문서, 2022년 7월 10일에 확인함 – YouTube 경유
127. ↑  “Suspect in Abe assassination set to undergo mental examination”. 《The Japan Times》 (미국 영어). 2022년 7월 23일. 2022년 7월 26일에 원본 문서에서 보존된 문서. 2022년 7월 26일에 확인함.
128. ↑  《銃撃、ガレージで「火薬乾かす」》 (일본어), 교도 통신사, 2022년 7월 20일, 2022년 7월 20일에 원본 문서에서 보존된 문서, 2022년 7월 21일에 확인함
129. ↑  “「ハイツ借りた」 山上容疑者、火薬乾かす目的と供述 - 安倍元首相銃撃｜奈良新聞デジタル”. 《nara-np.co.jp》 (일본어). 2022년 8월 6일에 원본 문서에서 보존된 문서. 2022년 7월 26일에 확인함.
130. ↑  “容疑者負債60万、困窮し犯行か 安倍元首相襲撃、「7月に決意」”. 《47NEWS》 (일본어). 2022년 7월 19일에 원본 문서에서 보존된 문서. 2022년 7월 26일에 확인함.
131. ↑  “Abe murder suspect fell into debt making homemade guns”. 《The Asahi Shimbun》 (영어). 2022년 7월 26일에 원본 문서에서 보존된 문서. 2022년 7월 26일에 확인함.
132. ↑  “山上容疑者、借金１００万円以上・口座残金２０万円…武器製造で生活費尽きる前に銃撃か”, 《요미우리 신문》 (일본어), 2022년 7월 19일, 2022년 7월 19일에 원본 문서에서 보존된 문서, 2022년 7월 21일에 확인함 – Yahoo News 경유
133. ↑  「前日、宗教団体施設に向けて撃った」 容疑者、動作や威力確認か ["The day before, I shot at a religious group facility." Suspect, action and power confirmation]. 《朝日新聞デジタル》 (일본어). 2022년 7월 11일. 2022년 7월 12일에 원본 문서에서 보존된 문서. 2022년 7월 11일에 확인함.
134. ↑  INC., SANKEI DIGITAL (2022년 7월 10일). ＜独自＞「前日の朝、宗教団体の施設撃った」 襲撃向け試射か. 《산케이 신문》 (일본어). 2022년 7월 11일에 원본 문서에서 보존된 문서. 2022년 7월 11일에 확인함.
135. ↑  “Abe killer tested homemade gun at religious group's facility: sources”. 《마이니치 신문》 (영어). 2022년 7월 10일. 2022년 7월 10일에 원본 문서에서 보존된 문서. 2022년 7월 11일에 확인함.
136. ↑  《- YouTube》 【独自】銃撃男の母親 旧統一教会に「本当に心酔」 大学友人語る変化…1億円献金か (일본어), 올 닛폰 뉴스 네트워크, 2022년 7월 14일, 2022년 7월 14일에 원본 문서에서 보존된 문서, 2022년 7월 14일에 확인함 – YouTube 경유
137. ↑  “Suspect test-fired gun used to kill Abe near Unification Church facility: sources”. 《The Japan Times》 (미국 영어). 2022년 7월 16일. 2022년 7월 17일에 원본 문서에서 보존된 문서. 2022년 7월 16일에 확인함.
138. ↑  山上容疑者「数か月前から事件を計画していた [Former Prime Minister Abe, shot dead 67 years old, in an election support speech-A 41-year-old man of a former sea self-member was arrested, "a grudge against a specific group" Nara: Current affairs dot com] (일본어). Nippon TV. 2022년 7월 8일. 2022년 7월 8일에 원본 문서에서 보존된 문서. 2022년 7월 8일에 확인함.
139. ↑  【独自】山上容疑者「殺すため銃を作った」、宗教団体の名前挙げ不満も…安倍元首相銃撃 [[Original] Yamagami suspect "I made a gun to kill", complaining about the name of a religious group ... Former Prime Minister Abe shooting]. 《요미우리 신문》 (일본어). 2022년 7월 9일. 2022년 7월 8일에 원본 문서에서 보존된 문서. 2022년 7월 8일에 확인함.
140. 1 2  “More details revealed on the gun, bullets used in Abe shooting”. 《The Asahi Shimbun》 (영어). 2022년 7월 20일에 원본 문서에서 보존된 문서. 2022년 7월 20일에 확인함.
141. ↑  容疑者の元海上自衛隊員 供述は 安倍元首相 演説中に銃撃 [The suspect's former Maritime Self-Defense Force confession was shot during a speech by former Prime Minister Abe.] (일본어). FNNプライムオンライン. 2022년 7월 8일. 2022년 7월 8일에 원본 문서에서 보존된 문서. 2022년 7월 8일에 확인함.
142. ↑  再び爆発物の可能性 容疑者宅周辺で避難呼びかけ 奈良県警 [Possibility of explosives again Call for evacuation around the suspect's house Nara Prefectural Police]. 《산케이 신문》 (일본어). 2022년 7월 8일. 2022년 7월 8일에 원본 문서에서 보존된 문서. 2022년 7월 8일에 확인함.
143. ↑  山上徹也容疑者の自宅マンションから不審物を運び出す奈良県警の警察官＝８日午後６時３２分、奈良市（沢野貴信撮影 [Nara Prefectural Police officer carrying out a suspicious object from the suspect's home apartment = 6:32 pm on the 8th, Nara City (photographed by Takanobu Sawano)]. 《산케이 신문》 (일본어). 2022년 7월 8일. 2022년 7월 8일에 원본 문서에서 보존된 문서. 2022년 7월 8일에 확인함.
144. ↑  Ueno, Hisako (2022년 7월 8일). “Shinzo Abe Shot: Update from Hisako Ueno”. 《The New York Times》 (미국 영어). ISSN 0362-4331. 2022년 7월 8일에 원본 문서에서 보존된 문서. 2022년 7월 8일에 확인함.
145. 1 2  “Battery fired homemade gun used by Abe's suspected assassin”. 《마이니치 신문》 (영어). 2022년 7월 25일. 2022년 8월 10일에 확인함.
146. ↑  “Large number of shotgun-style shells found at Abe shooter's home”. 《Mainichi Daily News》. 2022년 7월 12일. 2022년 7월 15일에 원본 문서에서 보존된 문서. 2022년 7월 21일에 확인함.
147. ↑  “Abe shooter test-fired guns in mountains around 10 times”. 《The Japan Times》 (미국 영어). 2022년 7월 24일. 2022년 7월 26일에 확인함.
148. ↑  “Abe killer tested homemade gun at religious group's facility: sources”. 《마이니치 신문》 (영어). 2022년 7월 10일. 2022년 7월 10일에 원본 문서에서 보존된 문서. 2022년 7월 11일에 확인함.
149. ↑  “Abe shooting suspect claims to have test-fired guns ahead of attack”. 《The Japan Times》 (미국 영어). 2022년 7월 10일. 2022년 7월 11일에 원본 문서에서 보존된 문서. 2022년 7월 11일에 확인함.
150. ↑  “Abe shooter's arsenal included huge amount of gunpowder”. 《The Asahi Shimbun》 (영어). 2022년 7월 19일에 원본 문서에서 보존된 문서. 2022년 7월 20일에 확인함.
151. ↑  【速報】自作の銃について「銃１丁には３本の筒、１本の筒には６発の弾」「複数作った」と説明 山上容疑者 [[Breaking news] About the self-made gun "3 cylinders in 1 gun, 6 bullets in 1 cylinder" "I made multiple" Yamagami suspect] (일본어). FNNプライムオンライン. 2022년 7월 8일. 2022년 7월 8일에 원본 문서에서 보존된 문서. 2022년 7월 8일에 확인함.
152. ↑  《容疑者実家に"恨み"ノート…安倍氏「ビデオレター」が銃撃の動機か？》 (일본어), 올 닛폰 뉴스 네트워크, 2022년 7월 12일, 2022년 7월 13일에 원본 문서에서 보존된 문서, 2022년 7월 13일에 확인함 – YouTube 경유
153. ↑  “Press Conference by the Chief Cabinet Secretary on the Attack Perpetrated against Former Prime Minister ABE Shinzo”. 《japan.kantei.go.jp》 (보도 자료). Cabinet Public Affairs Office, Cabinet Secretariat. 2022년 7월 8일. 2022년 7월 8일에 원본 문서에서 보존된 문서. 2022년 7월 12일에 확인함.
154. ↑  Rich, Motoko; Dooley, Ben (2022년 7월 8일). “Suspect Is in Custody After Shinzo Abe Is Wounded”. 《The New York Times》. 2022년 7월 8일에 원본 문서에서 보존된 문서. 2022년 7월 8일에 확인함.
155. ↑  8日の岸田首相の動静 [PM Kishida's movement on 8th]. Nikkei. 2022년 7월 8일. 2022년 7월 9일에 원본 문서에서 보존된 문서. 2022년 7월 9일에 확인함.
156. ↑  “Japan PM Kishida orders tightened security for top politicians”. 《NHK World-Japan》. 2022년 7월 8일. 2022년 7월 9일에 원본 문서에서 보존된 문서. 2022년 7월 10일에 확인함.
157. ↑  “【速報】昭恵夫人は京都から奈良へ移動” [[Breaking news] Mrs. Akie moves from Kyoto to Nara]. 《TV Asahi News》 (일본어). 2022년 7월 9일. 2022년 7월 9일에 원본 문서에서 보존된 문서. 2022년 7월 11일에 확인함.
158. ↑  “Party heads back on the campaign trail day after Abe killed”. 《아사히 신문》 (영어). 2022년 7월 9일. 2022년 7월 9일에 원본 문서에서 보존된 문서. 2022년 7월 9일에 확인함.
159. ↑  McCurry, Justin (2022년 7월 9일). “Shinzo Abe's body arrives in Tokyo as election campaign resumes in shadow of killing”. 《The Guardian》 (영어). 2022년 7월 9일에 원본 문서에서 보존된 문서. 2022년 7월 9일에 확인함.
160. ↑  民放各局が報道特番 ドラマ、バラエティー延期 安倍氏銃撃受け [Commercial TV broadcasters had special news reports, postponed dramas & variety programs. Due to Mr. Abe's shooting]. 《Mainichi Shimbun》. 2022년 7월 8일. 2022년 7월 8일에 원본 문서에서 보존된 문서. 2022년 7월 9일에 확인함.
161. ↑  TBS「石子と羽男ーそんなコトで訴えます？ー」(TBS Drama: ISHIKO and HANEO: You're Suing Me?) [ishihane_tbs] (2022년 7월 8일). “#ひるおび、#ゴゴスマ、#Nスタ の電波ジャックは中止となりました。” (트윗) (일본어). 2022년 7월 8일에 원본 문서에서 보존된 문서. 2022년 7월 8일에 확인함.
162. ↑  TBS「石子と羽男ーそんなコトで訴えます？ー」 [ishihane_tbs] (2022년 7월 8일). 「石子と羽男-そんなコトで訴えます？-」初回の放送は延期となりました。初回スタートは7月15日(金)よる10時となります。 (트윗) (일본어). 2022년 7월 8일에 원본 문서에서 보존된 문서. 2022년 7월 8일에 확인함.;
163. ↑  Schilling, Mark (2022년 7월 8일). “Japanese Media Ditch Schedules to Focus on Shinzo Abe Shooting”. 《Variety》. 2022년 7월 8일에 원본 문서에서 보존된 문서. 2022년 7월 8일에 확인함.
164. ↑  “Teppen—!!!!!!!!!!!!!!! Laughing 'til you Cry Anime Cancels Airing of 2nd Episode”. 《Anime News Network》. 2022년 7월 8일. 2022년 7월 8일에 원본 문서에서 보존된 문서. 2022년 7월 8일에 확인함.
165. ↑  Melvyn, Tan (2022년 7월 8일). “Teppen!!! Comedy Anime Will Not Air 2nd Episode”. 《Anime Trending》. 2022년 7월 8일에 원본 문서에서 보존된 문서. 2022년 7월 8일에 확인함.
166. ↑  アニメ「てっぺん!!!!!!!!!!!!!!!」第2話の放送取りやめ 安倍元首相銃撃事件に配慮か (일본어). Sports Nippon. 2022년 7월 9일. 2022년 7월 12일에 원본 문서에서 보존된 문서. 2022년 7월 12일에 확인함.
167. ↑  町田啓太の〝自衛隊ドラマ〟に安倍元首相銃撃余波！ 犯人が元海自でフジ騒然 (일본어). Tokyo Sports. 2022년 7월 9일. 2022년 7월 12일에 원본 문서에서 보존된 문서. 2022년 7월 12일에 확인함.
168. ↑  Loo, Egan (2022년 8월 21일). “Teppen—!!!!!!!!!!!!!!! Laughing 'til you Cry Anime Aims to Produce Special Episode”. 《Anime News Network》. 2022년 8월 22일에 확인함.
169. 1 2  “「山上容疑者の母は会員」「献金額たどれず」 旧統一教会が会見”. 《Asahi Shimbun》 (일본어). 2022년 7월 11일. 2022년 7월 12일에 원본 문서에서 보존된 문서. 2022년 7월 11일에 확인함.
170. ↑  Johnson, Jesse; Otake, Tomoko (2022년 7월 11일). “Unification Church says Abe shooting suspect's mother is follower”. 《The Japan Times》 (미국 영어). 2022년 7월 11일에 원본 문서에서 보존된 문서. 2022년 7월 11일에 확인함.
171. ↑  “安倍元首相銃撃事件 宗教団体代表"容疑者は団体に在籍せず"” [Former Prime Minister Abe shot, religious group head: "Suspect is not a member of the group."]. 《NHK NEWS WEB》 (일본어). 2022년 7월 11일에 원본 문서에서 보존된 문서. 2022년 7월 11일에 확인함.
172. ↑  “【速報】「安倍元総理は当団体の顧問になったことはない」安倍元総理が銃撃され死亡 容疑者の母親が信者の宗教団体「世界平和統一家庭連合」が会見「献金問題は捜査中で言及は避ける」”. 《Yahoo!ニュース》 (일본어) (MBS News). 2022년 7월 11일에 원본 문서에서 보존된 문서. 2022년 7월 11일에 확인함 – Yahoo! News Japan 경유.
173. ↑  “宗教団体が会見「団体への恨みから殺害に至るまで距離があって困惑」 信者の容疑者母親の献金について「たどり切れていない」” [Religious group holds press conference: "We are puzzled by the distance between the grudge against the group and the murder" and "We have not been able to trace the donations to the mother of the suspect, who is a member."]. 《Yahoo! News Japan》 (일본어). 2022년 7월 11일에 원본 문서에서 보존된 문서. 2022년 7월 11일에 확인함.
174. ↑  《"1億円献金"銃撃男の母親は今…乗せた？タクシー運転手「表札見たら山上」》 (일본어), All-Nippon News Network, 2022년 7월 15일, 2022년 7월 15일에 원본 문서에서 보존된 문서, 2022년 6월 15일에 확인함 – YouTube 경유
175. ↑  安倍元首相銃撃 容疑者の母親 宗教団体に1億円近く献金か (일본어). NHK. 2022년 7월 14일. 2022년 7월 14일에 원본 문서에서 보존된 문서.
176. ↑  "아베 사망, 통일교 무리한 헌금 탓" 전 통일교 2인자 곽정환 주장. 한겨레. 2022년 6월 20일. 2022년 7월 20일에 원본 문서에서 보존된 문서.
177. ↑  旧統一教会"元No.2"が謝罪「安倍元総理の死に責任」…献金も痛烈批判「教団は堕落」 [Former Unification Church "former No. 2" apologizes "responsible for the death of former Prime Minister Abe" ... Donations are also severely criticized "the cult is corrupt"] (일본어). TV Asahi. 2022년 7월 20일. 2022년 7월 20일에 원본 문서에서 보존된 문서.
178. ↑  “【解説】旧統一教会の元ナンバー２が会見で謝罪 背景に"教団の分裂？"日本の教団は"経済部隊"なのか | 特集” [[Commentary] Former No. 2 of the former Unification Church apologized at the press conference "Division of the cult?" Is the Japanese cult an "economic unit"?]. 《MBS News》 (일본어). 2020년 7월 20일. 2022년 7월 20일에 원본 문서에서 보존된 문서. 2022년 7월 22일에 확인함.
179. ↑  《旧統一教会 元幹部が教団批判「完全に道を外れた》, All-Nippon News Network, 2022년 7월 19일, 2022년 7월 20일에 원본 문서에서 보존된 문서  – YouTube 경유
180. ↑  “旧統一教会内部へ "事件後初"TVカメラ...女性職員語る 連日の"恐怖体験"”, 《All-Nippon News Network》 (일본어), 2022년 8월 25일, 2022년 8월 28일에 원본 문서에서 보존된 문서, 2022년 8월 28일에 확인함
181. ↑  “Unification Church members accuse Japanese media of bias over Abe killing”, 《Reuters》, 2022년 8월 18일, 2022년 8월 19일에 확인함
182. ↑  《「宗教弾圧を中断しろ」旧統一教会の"日本人信者"集結 ソウルで集団デモ》 (일본어), All-Nippon News Network, 2022년 8월 18일, 2022년 8월 19일에 확인함 – YouTube 경유
183. ↑  《【"統一教会"ニュースまとめ】山本議員「マザームーン」発言 "呼び方分からず"呼んだと回答》 (일본어), Nippon TV, 2022년 8월 22일, 2022년 8월 23일에 확인함
184. ↑  “旧統一教会 民放2社と弁護士ら "名誉毀損"と賠償求め提訴”, 《NHK News》 (일본어), 2022년 10월 27일, 2022년 10월 29일에 확인함
185. 1 2 3  Bankhurst, Adam (2022년 7월 9일). “Kojima Productions Threatens Legal Action Against Those Who Claim Hideo Kojima Was Linked to Shinzo Abe Assassination”. 《IGN》. 2022년 7월 9일에 원본 문서에서 보존된 문서. 2022년 7월 9일에 확인함.
186. ↑  Khan, Zarmena (2022년 7월 8일). “Shinzo Abe Assassin Misidentified as Hideo Kojima by Politicians and Media”. 《PlayStation LifeStyle》. 2022년 7월 8일에 원본 문서에서 보존된 문서. 2022년 7월 9일에 확인함.
187. ↑  Zwiezen, Zack (2022년 7월 8일). “Hideo Kojima Misidentified As Shinzo Abe Assassin By News Channel, Politicians”. 《Kotaku》. 2022년 7월 9일에 원본 문서에서 보존된 문서. 2022년 7월 9일에 확인함.
188. ↑  “Hideo Kojima Misidentified as Shinzo Abe Assassin by News Channel, Politicians: Latest Tweet by Kotaku”. 《LatestLY》. 2022년 7월 8일. 2022년 7월 9일에 원본 문서에서 보존된 문서. 2022년 7월 9일에 확인함.
189. 1 2  “Shinzo Abe killing: Hideo Kojima threatens to sue over false posts”. 《BBC News》 (영국 영어). 2022년 7월 11일. 2022년 7월 11일에 원본 문서에서 보존된 문서. 2022년 7월 11일에 확인함.
190. ↑  Gault, Matthew (2022년 7월 8일). “News Outlets Mistakenly Identify Abe Assassin as Hideo Kojima”. 《Vice》. 2022년 7월 9일에 원본 문서에서 보존된 문서. 2022년 7월 10일에 확인함.
191. 1 2  Saint-André, Elsa de La Roche. “Damien Rieu a-t-il publié des photos d'un créateur de jeux vidéo "d'extrême gauche" en l'accusant d'être l'assassin de Shinzo Abe?”. 《Libération》 (프랑스어). 2022년 7월 11일에 원본 문서에서 보존된 문서. 2022년 7월 11일에 확인함.
192. ↑  “Assassinat de Shinzo Abe : Damien Rieu attaqué en justice pour diffusion de fausses informations ?”. 《TF1 INFO》 (프랑스어). 2022년 7월 9일. 2022년 7월 11일에 원본 문서에서 보존된 문서. 2022년 7월 11일에 확인함.
193. ↑  Michaels, Stephen (2022년 7월 8일). “The Awful Reason Hideo Kojima Is Trending”. 《SVG》. 2022년 7월 9일에 원본 문서에서 보존된 문서. 2022년 7월 10일에 확인함.
194. ↑  Loveridge, Lynzee (2022년 7월 9일). “Hideo Kojma's Kojima Production Company Condemns 'Fake News'”. 《Anime News Network》. 2022년 7월 9일에 원본 문서에서 보존된 문서. 2022년 7월 10일에 확인함.
195. ↑  Loveridge, Lynzee (2022년 7월 9일). “French Politician Damien Rieu Apologizes For Falsely Identifying Hideo Kojima as Shinzo Abe's Killer”. 《Anime News Network》. 2022년 7월 9일에 원본 문서에서 보존된 문서. 2022년 7월 10일에 확인함.
196. ↑  Kojima Productions (Eng) [KojiPro2015_EN] (2022년 7월 9일). “#KojimaProductions strongly condemns the spread of fake news and rumors that convey false information. We do not tolerate such libel and will consider taking legal action in some cases.” (트윗). 2022년 7월 9일에 원본 문서에서 보존된 문서. 2022년 7월 9일에 확인함.
197. 1 2 3  정현진 (2022년 7월 8일). “아베 피격 소식, 외신도 신속 보도…"총기 사용 금지국 日서 충격"”. 《아시아경제》. 2022년 7월 8일에 확인함.
198. ↑  정윤영 (2022년 7월 8일). “눈물 보인 기시다 "비열한 범행, 가장 강력한 언어로 규탄"(종합)”. 뉴스1. 2022년 7월 13일에 확인함.
199. ↑  “安倍元首相銃撃　岸防衛大臣「民主主義に対する冒とくだ」” (일본어). 닛테레 뉴스. 2022년 7월 8일. 2022년 7월 13일에 확인함.
200. ↑  “스가 요시히데” (일본어). 트위터. 2022년 7월 8일. 2022년 7월 13일에 확인함.
201. ↑  “安倍元首相 銃で撃たれ死亡 各党が哀悼の意” (일본어). NHK. 2022년 7월 8일. 2022년 7월 13일에 확인함.
202. 1 2 3 4 5 6  “安倍元首相 銃で撃たれ死亡 各党が哀悼の意” (일본어). NHK. 2022년 7월 8일. 2022년 7월 13일에 확인함.
203. ↑  손덕호 (2022년 7월 8일). “尹대통령, 아베 사망에 조전 “존경받는 정치가 잃은 日 국민 애도””. 조선비즈. 2022년 7월 9일에 확인함.
204. ↑  유선희 (2022년 7월 9일). “문재인 전 대통령 “아베 전 총리 비보에 안타깝고 비통””. 한겨례. 2022년 7월 13일에 확인함.
205. ↑  이장원 (2022년 7월 9일). “시진핑, 아베 사망에 조전 보내 “깊은 애도…유족에게 위로””. 아시아투데이. 2022년 7월 13일에 확인함.
206. ↑  https://www.instagram.com/p/Cfv7R_3vnX6/
207. ↑  “ベトナム首脳陣、安倍元首相を追悼”. viet-jo. 2022년 7월 9일. 2022년 7월 13일에 확인함.
208. ↑  https://www.washingtonpost.com/world/2022/07/08/shinzo-abe-death-reactions/
209. ↑  “'True friend to Australia': Australian landmarks lit up to honour Shinzo Abe as Quad nations vow to continue legacy” (영어). 2022년 7월 11일에 확인함.
210. ↑  “보관된 사본”. 2022년 7월 8일에 원본 문서에서 보존된 문서. 2022년 7월 8일에 확인함.
211. ↑  https://twitter.com/BorisJohnson/status/1545287087716548608?s=20&t=HicheNxQScjSI_ajmUs3IQ
212. ↑  https://twitter.com/EmmanuelMacron/status/1545310303621193728?s=20&t=5XBv8s8BEVhGlQw0cJDVCQ
213. 1 2  “보관된 사본”. 2022년 7월 8일에 원본 문서에서 보존된 문서. 2022년 7월 8일에 확인함.
214. ↑  https://edition.cnn.com/2022/07/08/politics/white-house-shinzo-abe/index.html
215. ↑  “미 국무 "깊은 충격" 아베 전 일본 총리 사망 애도”. 《VOA》. 2022년 7월 8일. 2022년 7월 8일에 확인함.
216. ↑  “주일 미 대사, 아베 피격 소식에 "무사 기원…그는 변함없는 동맹"”. 《아시아경제》. 2022년 7월 8일. 2022년 7월 8일에 확인함.
217. ↑  “보관된 사본”. 2022년 7월 9일에 원본 문서에서 보존된 문서. 2022년 7월 9일에 확인함.